# Scania
Scania AB es un fabricante sueco, con sede en Södertälje, centrándose en vehículos pesados, específicamente en camiones pesados y autobuses. También fabrica motores industriales y marinos. En la actualidad, Scania tiene instalaciones de producción en Suecia, Francia, Países Bajos, Tailandia, China, India, Argentina, Brasil, Polonia, Rusia y Finlandia.  Además, hay plantas de montaje en diez países de África, Asia y Europa. La empresa es una filial del grupo Volkswagen AG.

## Historia

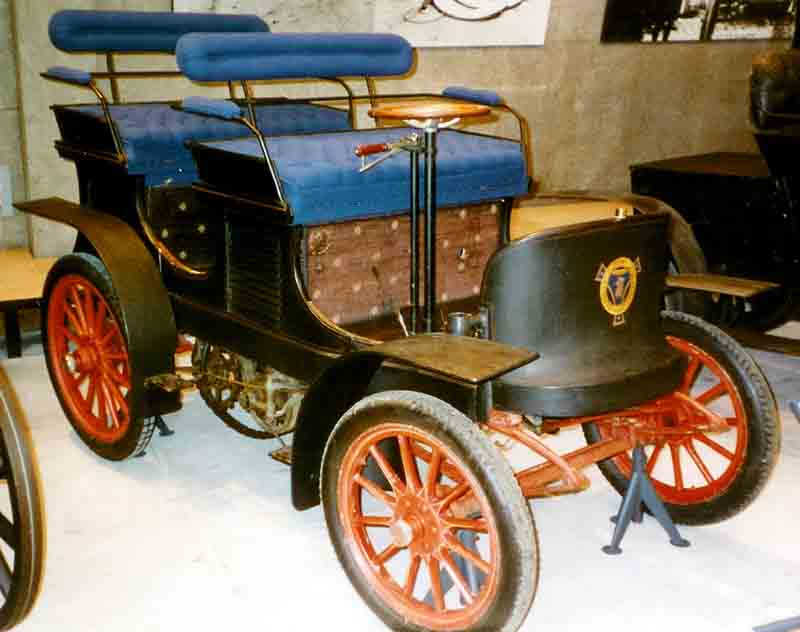
Scania A1 1901.

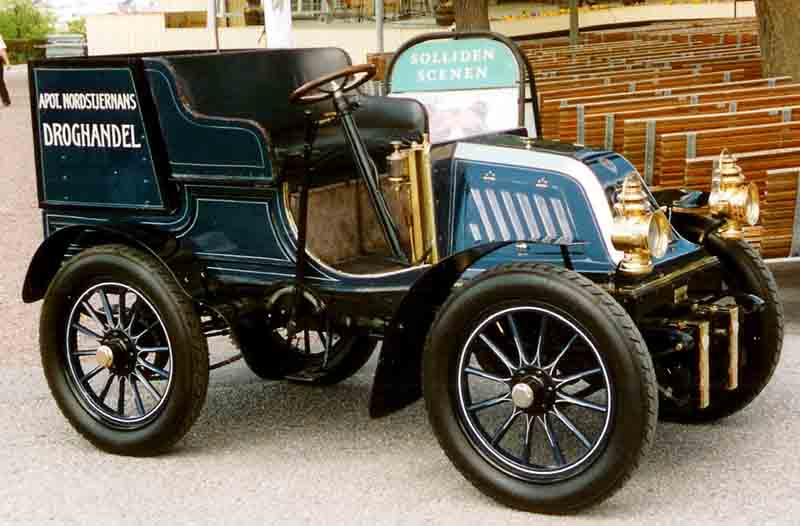
Scania Antiguo Tipo A Tonneau 1903.

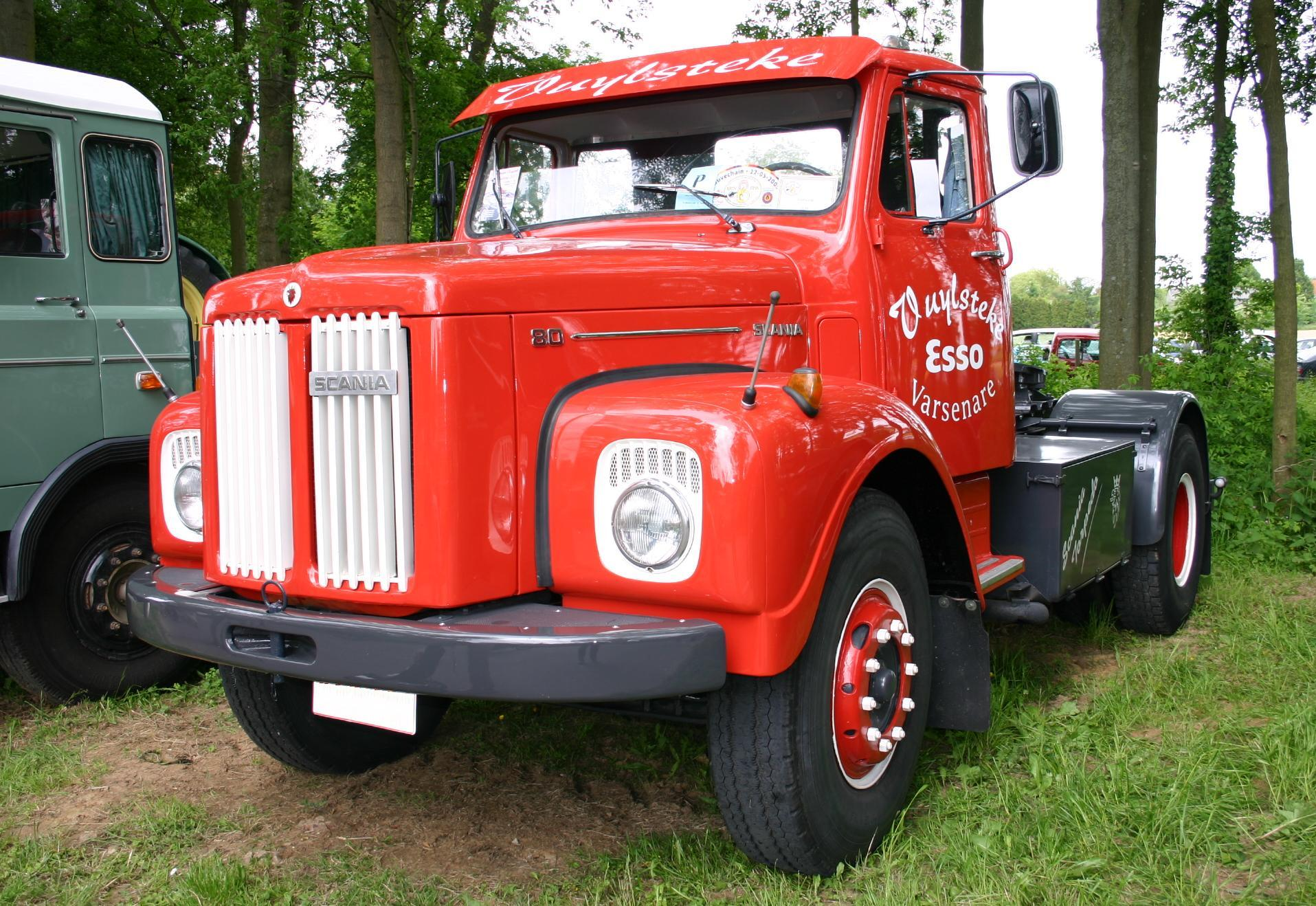
Un camión Scania L80 1967 (sucesor del Scania-Vabis L56).

La empresa fue fundada en 1900 bajo el nombre de Maskinfabriks AB Scania en la ciudad de Malmö al sur de Suecia. Scania es el nombre en latín para la provincia de Skåne. En 1911 Scania se fusiona con otro fabricante de automóviles y camiones, Vagnsfabriks Aktiebolaget i Södertälje (VABIS, fundada en 1891) establecida en Södertälje en el oriente de Suecia, formándose AB Scania-Vabis. Después de la Segunda Guerra Mundial, Scania-Vabis comenzó a importar automóviles Volkswagen bajo la empresa Svenska Volkswagen AB.
El desarrollo y la producción de motores y vehículos ligeros se efectuaban en Södertälje, mientras que los camiones se fabricaron en Malmö. El logotipo de la empresa se rediseñó a partir del logotipo original de Maskinfabriks-aktiebolaget Scania con la cabeza de un grifo, el escudo de armas de la región sueca de Scania (Skåne), centrado en un juego de platos y bielas de bicicleta de tres radios. Inicialmente, la sede estaba ubicada en Malmö, pero en 1912 se trasladó a Södertälje.
En 1969, Scania-Vabis se fusiona con Saab y juntos forman Saab-Scania AB. En esa época, la subsidiaria de Volkswagen cambia su denominación a V.A.G. Sverige AB. Cuando Saab-Scania se separan en 1995, el nombre de la división de camiones y autobuses pasa a Scania AB. En 1999, AB Volvo intentó comprar Scania utilizando parte de los fondos que había recibido de Ford Motor Company por la venta de Volvo Cars, pero esta operación no llegó a concretarse.
Actualmente el principal accionista de Scania AB es el Grupo Volkswagen, con una participación del 37,73 % de su capital y un 68,60 % los derechos de votación, haciendo de Volkswagen el accionista que tiene el control y a Scania, una subsidiaria de Volkswagen.
Scania produce en la actualidad camiones pesados (mayores de 16 toneladas métricas o Clase 8 en los Estados Unidos) y autobuses pesados (mayores de 12 toneladas), y es la tercera marca más grande del mundo en estos dos segmentos. Exporta sus camiones y autobuses a más de 70 países. Scania pone gran énfasis en la aplicación de nuevas tecnologías, eficiencia en el consumo de combustible y bajas emisiones.
Scania y, anteriormente Scania-Vabis, han fabricado camiones fuera de Suecia, creando dos plantas en Argentina desde 1976 y en Brasil desde 1959.
Varios ejemplares de vehículos comerciales y militares de Scania, Vabis y Scania-Vabis pueden ser visitados en el Marcus Wallenberg-hallen (el Museo Scania) en Södertälje.
En 2021 reportó ingresos por 146 150 000 000 kr, un beneficio de explotación de 11 290 000 000 kr, un beneficio neto de 7 180 000 000 kr, activos totales de 257 830 000 000 kr y un capital social de 68 210 000 000 kr.

## Participación accionaria
- Grupo Volkswagen es el principal propietario de acciones de Scania, con un 68.6% de participación en los votos en la empresa. Adquirió un porcentaje inicial de Volvo en 2000, después de que no fructificaran los intentos de esta última para hacerse con el control mayoritario de Scania. Posteriormente, este porcentaje se incrementa hasta llegar al 36.4% en 2007, adquiriendo el porcentaje restante de Investor AB en marzo de 2008. La transacción fue aprobada por los organismos regulatorios en julio de 2008, por lo que Scania AB se convirtió en la novena marca en pertenecer al Grupo Volkswagen.
- MAN AG posee una participación del 17.01% en los votos de Scania. Cabe destacar que Volkswagen posee igualmente una participación del 29.9% en los votos de MAN, mismos que fueron adquiridos en 2007.

### Adquisición fallida por parte de Volvo
El 7 de agosto de 1999, Volvo anunció que había adquirido el porcentaje accionario mayoritario en Scania. Volvo se encontraba en el proceso de adquirir el 49,3 % de las acciones de Scania que eran propiedad de Investor AB, accionista mayoritario de Scania. Dicha adquisición, valorada en US$7500 millones (60 700 millones SEK), hubiera creado el segundo grupo fabricante de camiones pesados en el mundo, justo por detrás de DaimlerChrysler. Los fondos para esta operación provenían de la venta de Volvo Cars a Ford Motor Company en enero de 1999.
Esta transacción fue abortada, después de que la Dirección General de Competencia de la Comisión Europea reprobara la misma, argumentando que se hubiese creado un monopolio de camiones pesados en los mercados nórdicos.

### Adquisición fallida por parte de MAN
En septiembre de 2006, el fabricante de camiones alemán MAN AG lanzó una oferta agresiva por €10,300 millones con la finalidad de adquirir Scania AB. El presidente del Consejo de Scania, Leif Östling, fue forzado a disculparse por haber comparado esta oferta de MAN con un "Blitzkrieg". MAN AG retiró posteriormente dicha oferta. Sin embargo, en enero de 2008 MAN incrementó sus derechos de voto, alcanzando el 17,1 %.

## Gama de productos
Scania desarrolla, manufactura y comercializa camiones y autobuses (ómnibus) con un peso bruto vehicular de más de 16 toneladas (Clase 8), adecuados para viajes largos, distribución local y regional de bienes, así como para la construcción.
La gama de autobuses de Scania se concentra en los chasis para autobuses, adecuados para uso turístico, así como urbano, suburbano y foráneo.
Los motores industriales y marinos de Scania se utilizan como generadores y motores en tractores y maquinaria pesada industrial y agrícola, al igual que en buques y aviones.
A nivel de servicios dispone de:
- Contratos R&M (reparación y mantenimiento).
- Scania Assistance (call center y asistencia mecánica las 24 horas).
- Master Driver (capacitación para conductores de camiones y autobuses).

### Productos actuales

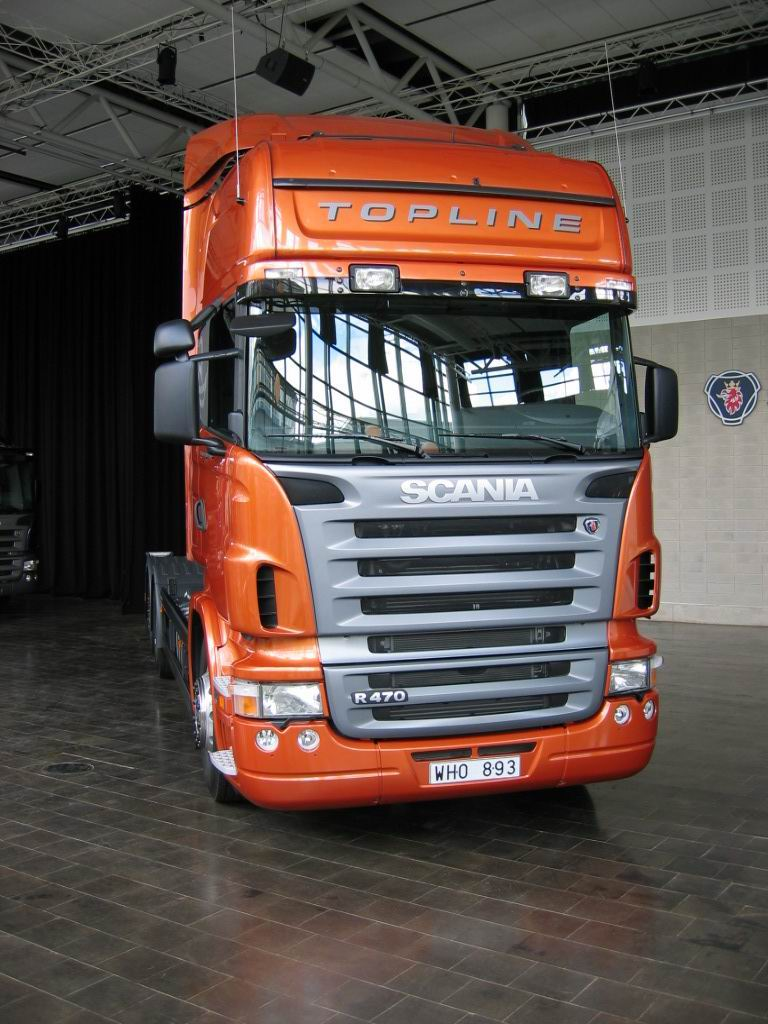
Camión Scania R470.

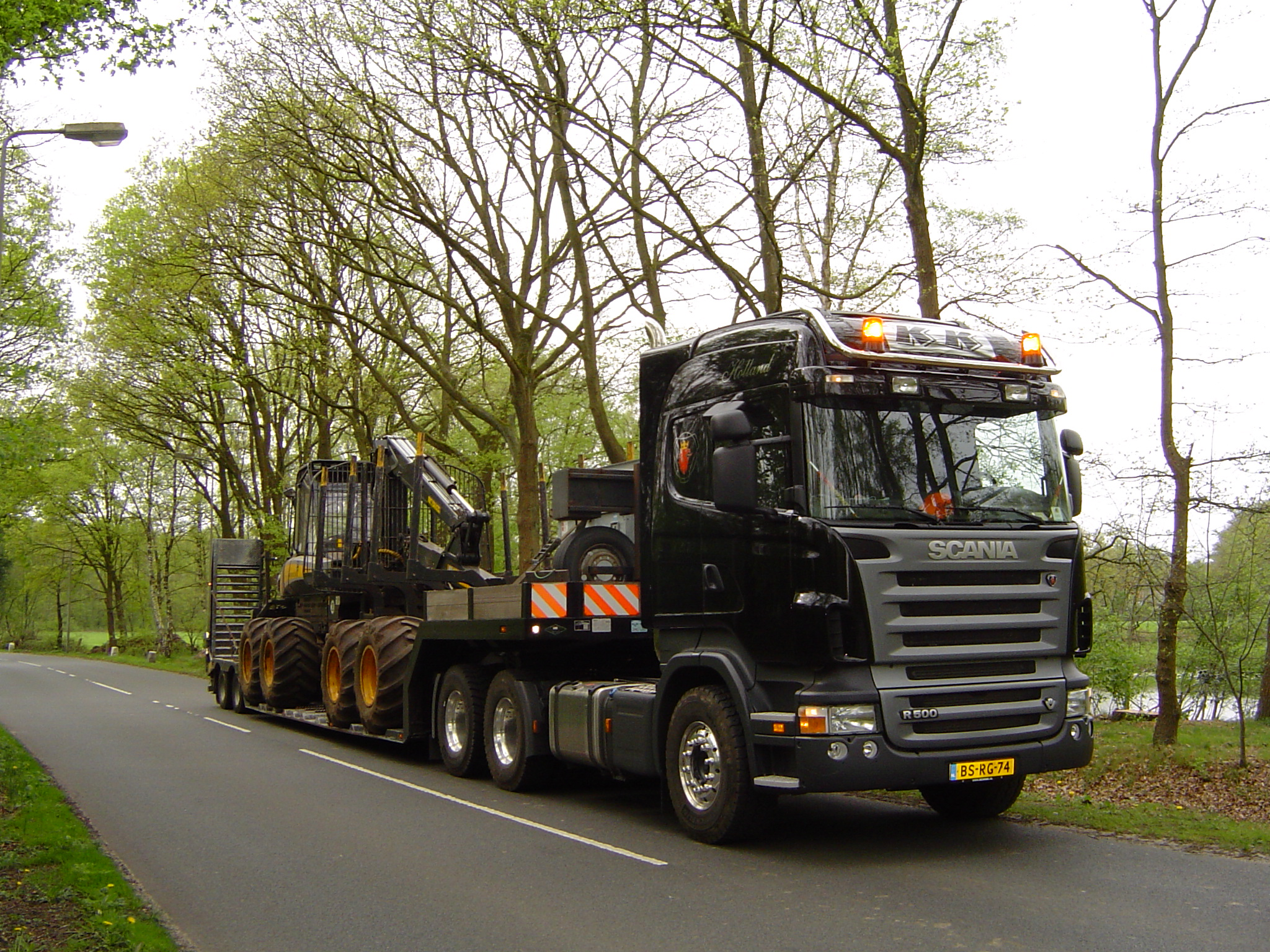
Scania R 500.

#### Autobuses
- Serie K Nueva gama de autobuses urbanos e interurbanos con motores longitudinales traseros, que cumplen con la normativa Euro 5 en Europa
- Serie N Nueva gama de autobuses urbanos con motores que cumplen con las normas Euro 4.
- OmniLink (Serie CK) Autobús urbano con motor posterior.
- OmniCity (Serie CN) Autobús urbano con motor posterior transversal.
- OmniExpress (Serie LK) Autobús interurbano.
- Citywide se comenzó a fabricar en 2011, existiendo diferentes versiones.

#### Camiones/Vehículos especiales
- Serie Pː las aplicaciones típicas son la distribución local y regional, construcción y varias operaciones asociadas con el transporte local y servicios diversos. Los camiones de la Serie P poseen la nueva cabina tipo P, que están disponibles en tres configuraciones distintas: Una cabina-dormitorio con litera, cabina extendida de día y cabina corta.
- Serie Gː Los modelos de la Serie G ofrecen una amplia gama de opciones para los operados involucrados en la distribución y para todo tipo de aplicaciones útiles para la industria de la construcción. Todos estos modelos poseen la cabina tipo G y cada uno de ellos está disponible como tractor o chasis-cabina. Los camiones de la Serie G vienen con cinco configuraciones distintas de cabina: Tres distintos dormitorios, una cabina amplia y cabina corta. Igualmente se ofrecen tres distintas configuraciones de ejes en las que, en la mayoría de los casos, es posible escoger la altura del chasis y la suspensión.
- Serie Rː La gama de modelos de la Serie R ofrece camiones optimizados para el transporte más pesado, con varias cabinas con una cama, litera o sin ella, así como la configuración de las mismas en extra baja, baja, media (highline) y alta (topline), asumen tráfico desde local, regional y larga distancia. Todos los modelos tienen una cabina Scania tipo R y cada vehículo está disponible como tractor o chasis-cabina. Existen tres configuraciones de ejes distintas con opciones de altura de chasis y suspensión.
- Serie Sː La nueva gama de Scania es casi la misma que la Serie R, solo que la Serie S tiene piso plano y la cabina es mucho más alta, precisamente para conseguir dicho piso plano.

### Históricos

#### Autobuses
| - Serie BF80 - Serie BF110/CF110 - Serie BR110/CR110 - Serie BF111 - Serie BR111/CR111 - Serie BR112/CR112 - Serie BR85/CR85 - Serie BR145/CR145 - Serie BF86 - Serie BR86 - Serie BR116 - Serie F82 - Serie K82 - Serie S82 - Serie K92 - Serie F112 - Serie K112 - Serie N112 - Serie S112 - Serie F93 - Serie K93 | - Serie F113 - Serie K113 - Serie L113 - Serie N113 - Serie S113 - Scania F94\|F94HA/HB/IB - Scania K94\|K94EB/IB/UB - Scania K114\|K114EB/IB - Scania K124\|K124EB/IB - Scania L94\|L94IB/UA/UB - Scania N94\|N94UA/UB/UD - Scania OmniLine (IL94IB) - Autobús interurbano - Scania OmniLink (CL94UA/CL94UB) - Autobús urbano con motor posterior inclinado. - Scania OmniCity (CN94UA/CN94UB) - Autobús urbano con motor transversal - Scania OmniCity (N94UD) - Autobús de dos pisos con motor transversal - Scania K360IB/EB - Scania K380 última generación - Scania K410 última generación - Scania B40 generación 2018 R6 |

Cabe anotar que la nomenclatura de Scania a partir de 2006-2007 cambia de ser por cilindrada a potencia:
Ejemplo:
- K124IB/NB360- Este chasis autoportante era por su motor (12.1, aproximadamente) en este momento cambia a K360/IB, tiene el mismo motor, pero con características más avanzadas y con una nomenclatura que está fijada a la potencia del motor. Siguiendo esta pauta, significa que 360 son los 360 caballos de vapor (265 kW), o K380 (11.8L), son los 380 caballos de vapor (279 kW) erogados por cada uno de dichos motores.[8]

#### Camiones/Vehículos especiales
- Serie L
- Serie LB
- Serie 2 (82, 92, 112 y 142)
- Serie 3 (93, 113 y 143)
- Serie 4 (94, 114, 124, 144 y 164)
- Serie PRT sucesor de los modelos de la Serie 4
- Serie PGR sucesor de los modelos de la serie PRT

#### Motores
- Scania DS9 124 kW 6 Cilindros en línea 2100 rpm

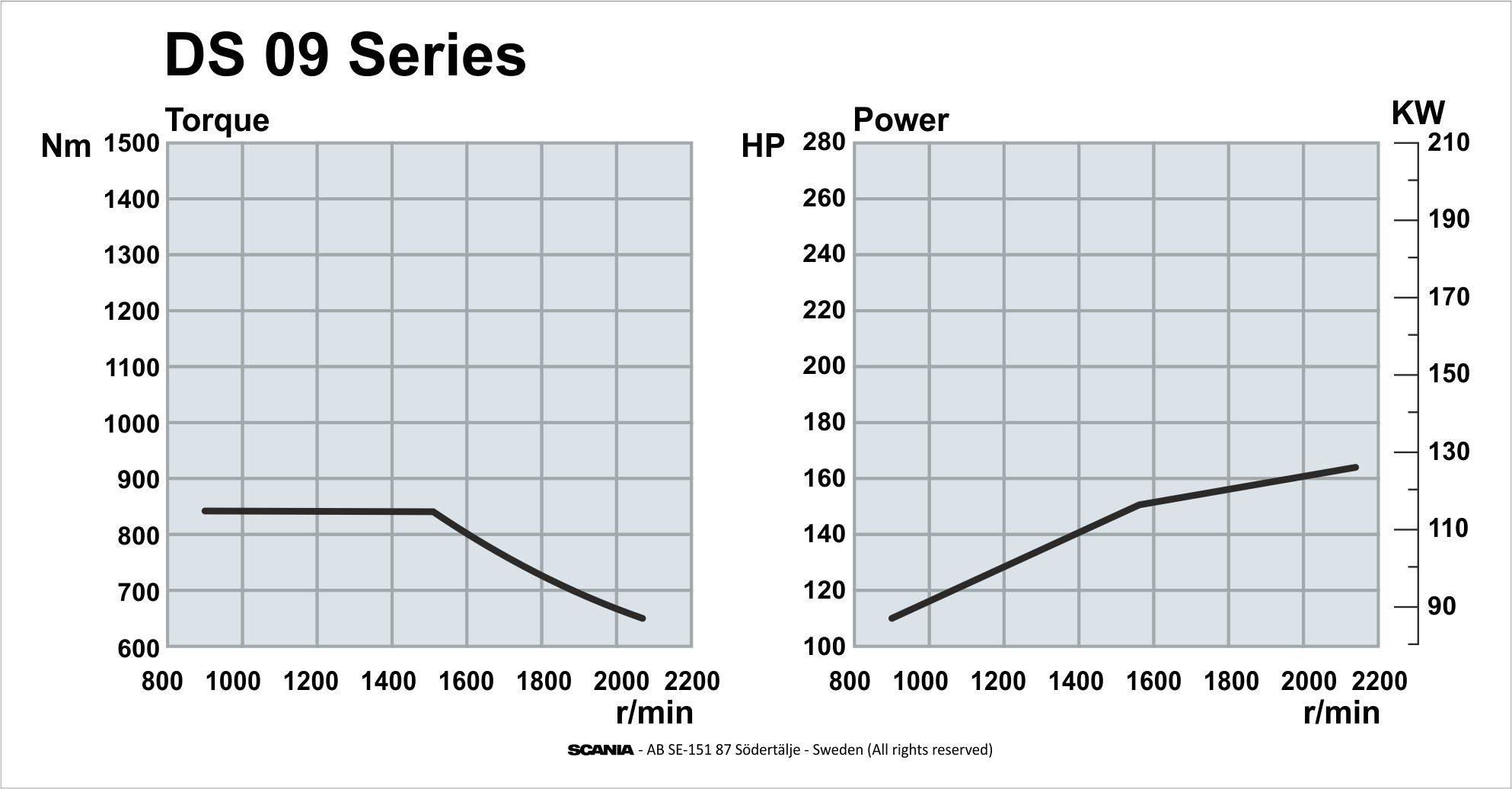
engine power

- Scania DSC9 134 kW 6 Cilindros en línea 2100 rpm

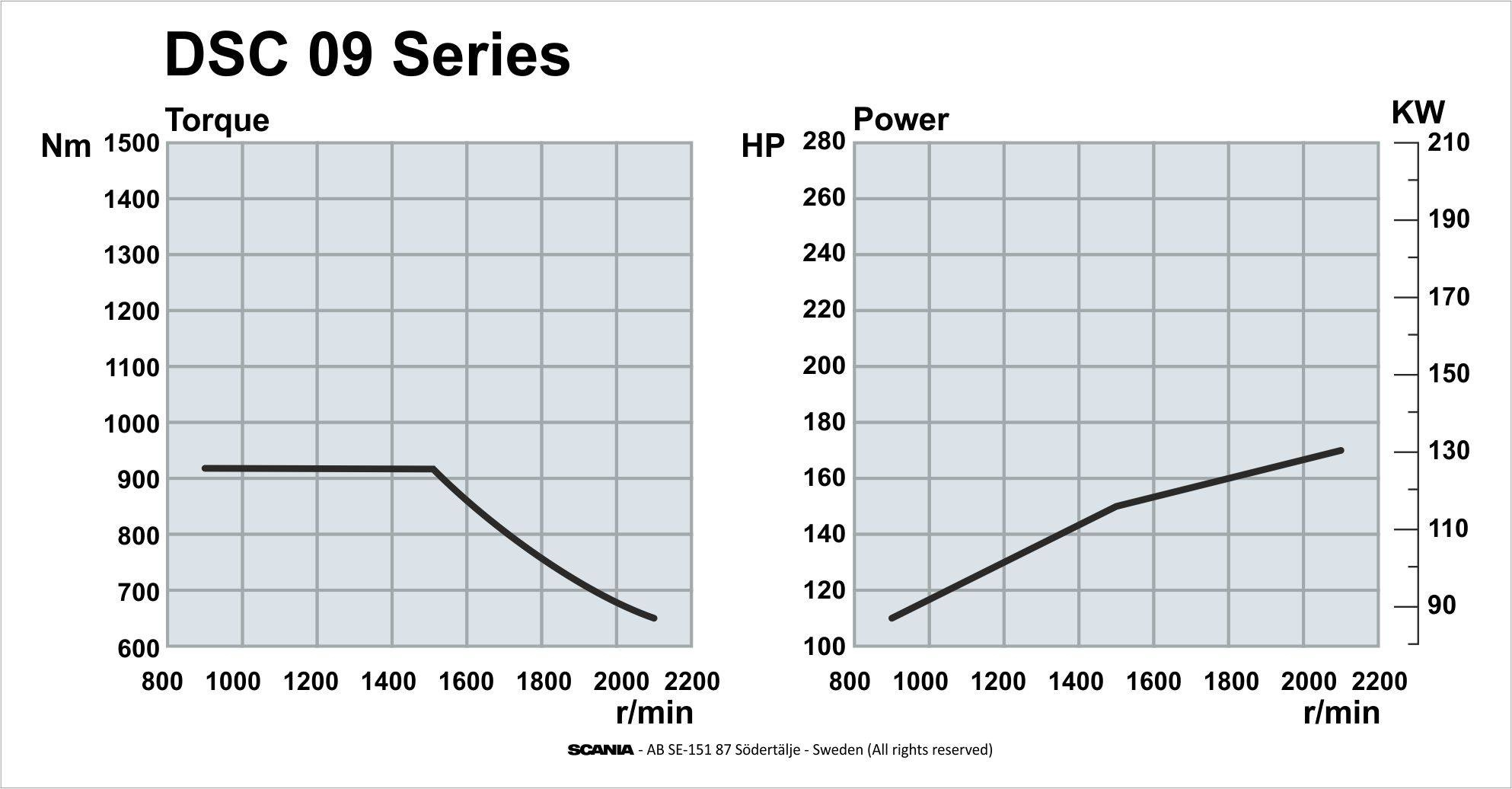
Protocolo y Curva de potencia Motores

- Scania DS11 149 kW 6 Cilindros en línea 2000 rpm

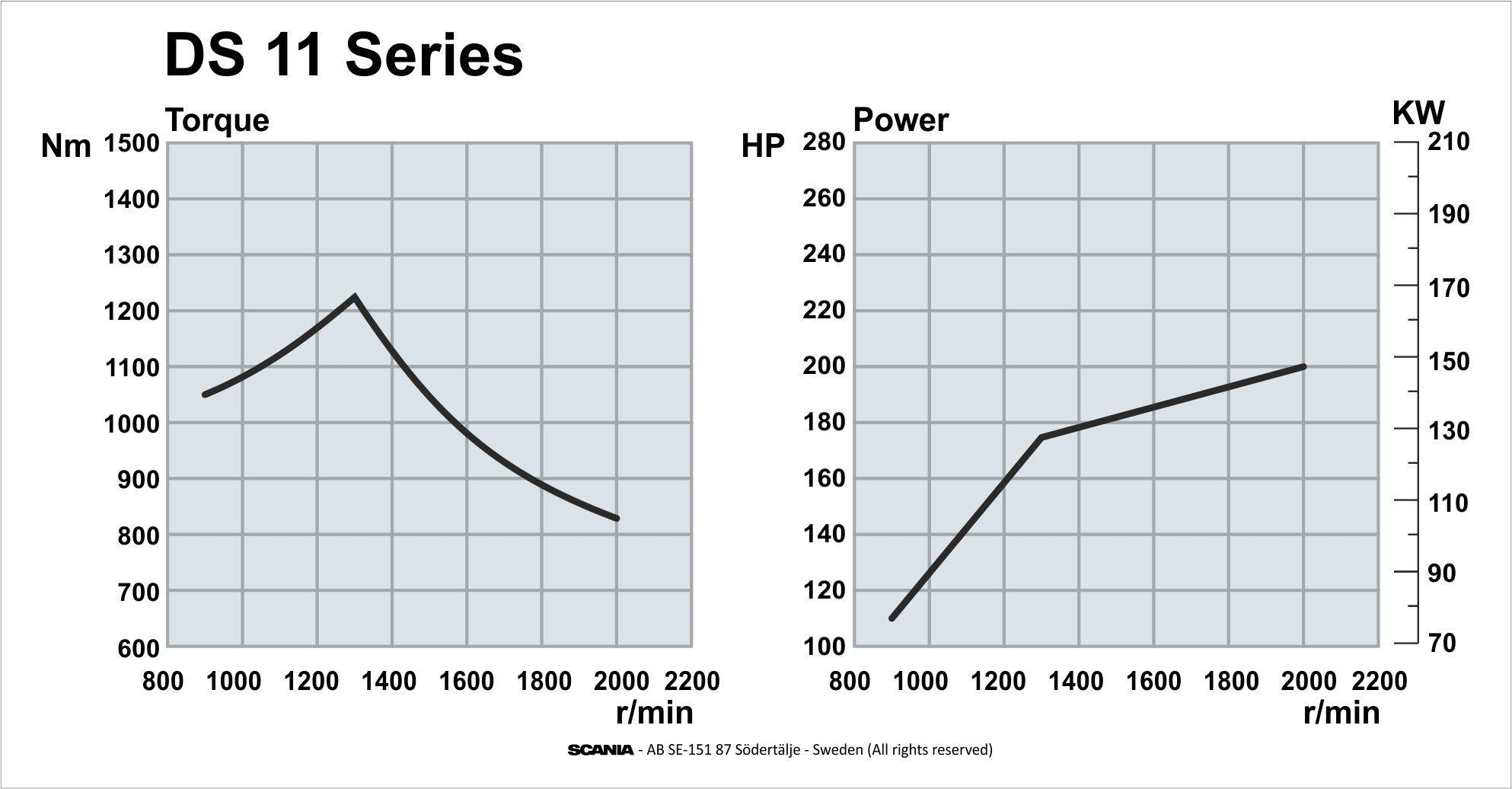
Protocolo y Curva de potencia Motores

- Scania DSC11 170 kW 6 Cilindros en línea 2000 rpm

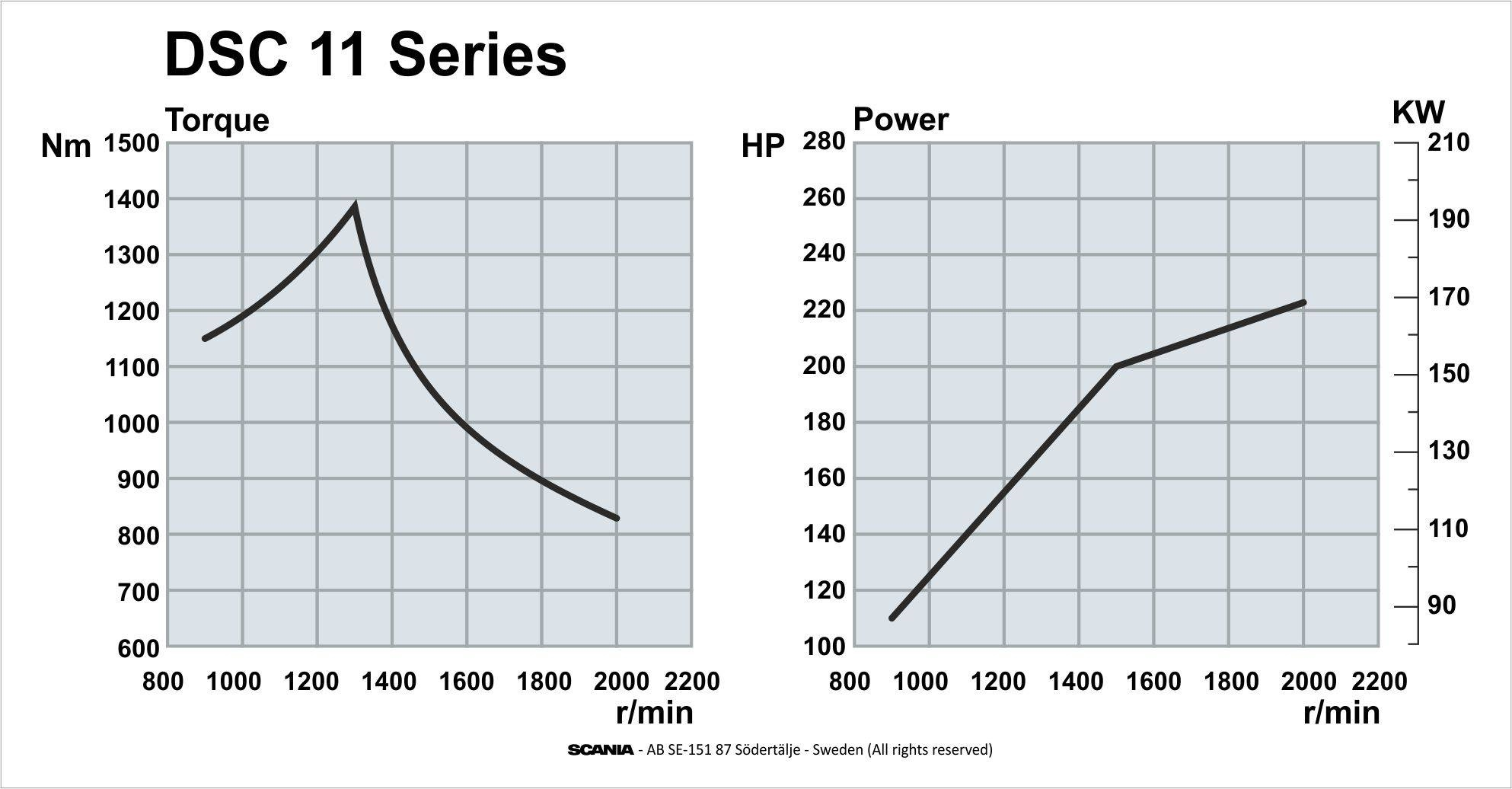
Engine Power

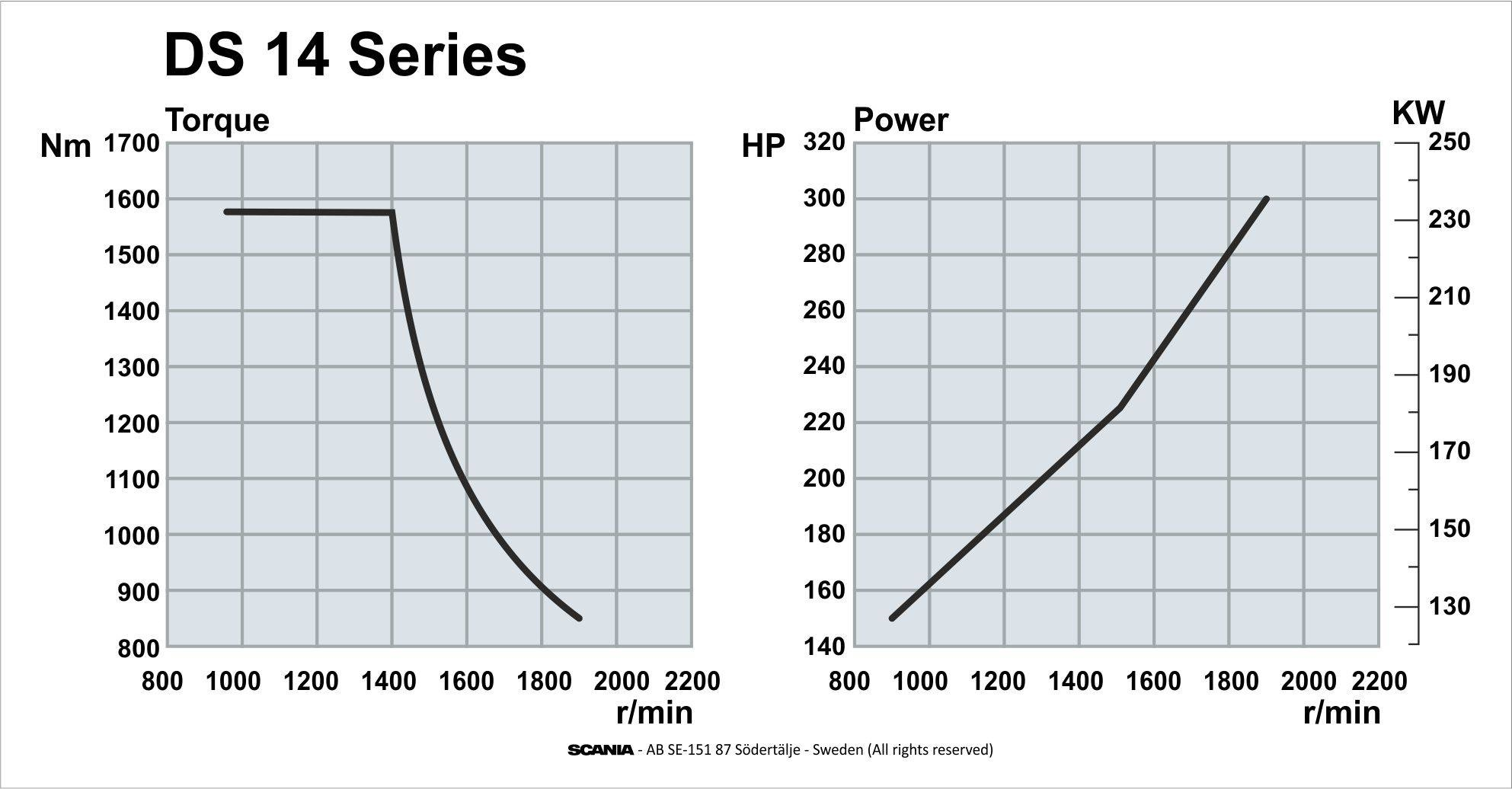
Protocolo y Curva de potencia Motores

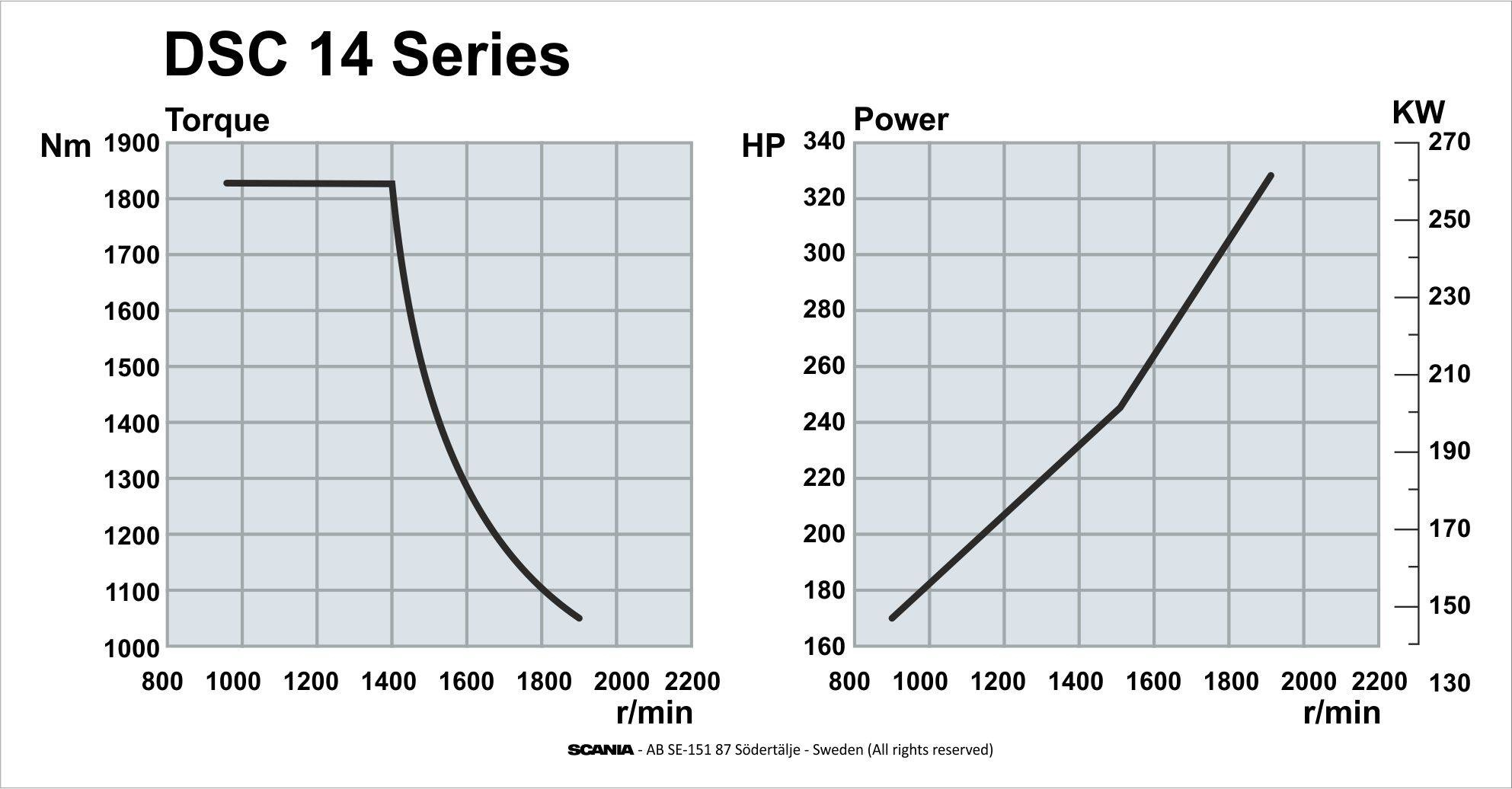
Engine Power

- Scania DS14 V8 230 kW 1900 rpm

- Scania DSC14 V8 260 kW 1900 rpm

### Designación o Nomenclatura de modelos

#### Serie 3
EL sistema de nomenclatura de los modelos es la siguiente:
- Tipo
  - F: Chasis con motor delantero longitudinal al frente del eje delantero
  - K: Chasis con motor longitudinal detrás del eje posterior
  - L: Chasis con motor longitudinal detrás del eje posterior, inclinado a 60 grados hacia la izquierda
  - N: Chasis con motor transversal localizado atrás del eje posterior
  - CN: Autobús integral con chasis N
  - CK: Autobús integral con chasis K
- Series de motores
  - 9: Series de motores DN9 o DS9

| Motor DS 09                                                                                |                         |
| Diésel de 4 tiempos e inyección directa, con turbocompresor accionado por gases de escape. |                         |
| Número de cilindros:                                                                       | 6 en línea              |
| Diámetro de cilindros:                                                                     | 115 mm                  |
| Carrera                                                                                    | 142 mm                  |
| Cilindrada:                                                                                | 9 dm³                   |
| Máxima velocidad del motor                                                                 | 2100 r/min              |
| Potencia máxima a 2100 r/min                                                               | 124 kW (166 CV DIN)     |
| Par motor máximo a 1500 r/min                                                              | 845 Nm (85 Kgm DIN)     |
| Relación de compresión                                                                     | 15,5:1                  |
| Consumo de combustible mínimo a plena carga*                                               | 192 g/kW                |
| Peso neto                                                                                  | 925 kg                  |
| Largo x ancho x altura                                                                     | 1070 mm x 740 mm x 1070 |
| Capacidad aceite del motor máx./min                                                        | 21/18 dm³               |
| Aceite SAE                                                                                 | 15w40                   |

*Performance neta según las normas BSAu 141.ª, ISO 1585, SAE J270 y Nutzleistung según norma DIN 70020 junto con las reglamentaciones de emisión de humos BS Au 141.ª, ECE Reg 24 Federal Register y 72/306EEC
| Motor DSC 9 |                     |
| Diésel de 4 tiempos e inyección directa, con turbocompresor accionado por gases de escape.                                                                                                   |                     |
| Número de cilindros: | 6 en línea          |
| Diámetro de cilindros: | 115 mm              |
| Carrera | 142 mm              |
| Cilindrada: | 9 dm³               |
| Máxima velocidad del motor | 2100 r/min          |
| Potencia máxima a 2100 r/min* | 134 kW (180 CV DIN) |
| Par motor máximo a 1500 r/min* | 910 Nm (91 Kgm DIN) |
| Relación de compresión | 15,5:1              |
| Consumo de combustible mínimo a plena carga** | 197 g/kW            |
| Peso neto | 942 kg              |
| Demás datos iguales a DS9 pero incluye ventilador termostático de acoplamiento viscoso, árboles de transmisión T60 y un amplio radiador con aproximadamente 40 dm³ de capacidad refrigerante |                     |

*Performance neta según las normas BSAu 141.ª, ISO 1585, SAE J270 y Nutzleistung según norma DIN 70020 junto con las reglamentaciones de emisión de humos BS Au 141.ª, ECE Reg 24 Federal Register y 72/306EEC
** Correa de ventilador desacoplado
- - 11: Series de motores DS11 o DSC11

| Motor DS 11                                                                                |                        |
| Diésel de 4 tiempos e inyección directa, con turbocompresor accionado por gases de escape. |                        |
| Número de cilindros:                                                                       | 6 en línea             |
| Diámetro de cilindros:                                                                     | 127 mm                 |
| Carrera                                                                                    | 145 mm                 |
| Cilindrada:                                                                                | 11 dm³                 |
| Máxima velocidad del motor                                                                 | 2000 r/min             |
| Potencia máxima a 2000 r/min                                                               | 149 kW (200 CV DIN)    |
| Par motor máximo a 1300 r/min                                                              | 1235 Nm (126 Kgm DIN)  |
| Relación de Compresión                                                                     | 15:1                   |
| Consumo de combustible mínimo a plena carga*                                               | 204 g/kW               |
| Peso neto                                                                                  | 1024 kg                |
| Largo x Ancho x Altura                                                                     | 1370 mm x 740 mm x 990 |
| Capacidad aceite del motor máx./min                                                        | 25/21 dm³              |
| Aceite SAE                                                                                 | 15w40                  |

*Performance neta según las normas BSAu 141.ª, ISO 1585, SAE J270 y Nutzleistung según norma DIN 70020 junto con las reglamentaciones de emisión de humos BS Au 141.ª, ECE Reg 24 Federal Register y 72/306EEC
| Motor DSC 11 |                       |
| Diésel de 4 tiempos e inyección directa, con turbocompresor accionado por gases de escape. |                       |
| Número de cilindros: | 6 en línea            |
| Diámetro de cilindros: | 127 mm                |
| Carrera | 145 mm                |
| Cilindrada: | 11 dm³                |
| Máxima velocidad del motor | 2000 r/min            |
| Potencia máxima a 2000 r/min* | 170 kW (228 CV DIN)   |
| Par motor máximo a 1300 r/min* | 1395 Nm (142 Kgm DIN) |
| Relación de compresión | 15:1                  |
| Consumo de combustible mínimo a plena carga** | 197 g/kW              |
| Peso neto | 1056 kg               |
| Demás datos iguales a DS11 pero incluye ventilador termostático de acoplamiento viscoso, árboles de transmisión T70 y un amplio radiador con aproximadamente 50 dm³ de capacidad refrigerante |                       |

*Performance neta según las normas BSAu 141.ª, ISO 1585, SAE J270 y Nutzleistung según norma DIN 70020 junto con las reglamentaciones de emisión de humos BS Au 141.ª, ECE Reg 24 Federal Register y 72/306EEC
** Correa de ventilador desacoplado
- - 14: Series de motores DS14 o DSC14

| Motor DS 14                                                                                |                          |
| Diésel de 4 tiempos e inyección directa, con turbocompresor accionado por gases de escape. |                          |
| Número de cilindros:                                                                       | 8 en V                   |
| Diámetro de cilindros:                                                                     | 134 mm                   |
| Carrera                                                                                    | 155 mm                   |
| Cilindrada:                                                                                | 14 dm³                   |
| Máxima velocidad del motor                                                                 | 1900 r/min               |
| Potencia máxima a 1900 r/min                                                               | 230 kW (308 CV DIN)      |
| Par motor máximo a 1400 r/min                                                              | 1586 Nm (160 Kgm DIN)    |
| Relación de ompresión                                                                      | 14,5:1                   |
| Consumo de combustible mínimo a plena carga*                                               | 239 g/kW                 |
| Peso neto                                                                                  | 1290 kg                  |
| Largo x Ancho x Altura                                                                     | 1300 mm x 1000 mm x 1270 |
| Capacidad aceite del motor máx./min                                                        | 30/25 dm³                |
| Aceite SAE                                                                                 | 15w40                    |

*Performance neta según las normas BSAu 141.ª, ISO 1585, SAE J270 y Nutzleistung según norma DIN 70020 junto con las reglamentaciones de emisión de humos BS Au 141.ª, ECE Reg 24 Federal Register y 72/306EEC
| Motor DSC 14 |                       |
| Diésel de 4 tiempos e inyección directa, con turbocompresor accionado por gases de escape. |                       |
| Número de cilindros: | 8 en V                |
| Diámetro de cilindros: | 134 mm                |
| Carrera | 155 mm                |
| Cilindrada: | 14 dm³                |
| Máxima velocidad del motor | 1900 r/min            |
| Potencia máxima a 1900 r/min* | 260 kW (349 CV DIN)   |
| Par motor máximo a 1400 r/min* | 1842 Nm (185 Kgm DIN) |
| Relación de Compresión | 14,5:1                |
| Consumo de combustible mínimo a plena carga** | 234 g/kW              |
| Peso neto | 1330 kg               |
| Demás datos iguales a DS14 pero incluye ventilador termostático de acoplamiento viscoso, árboles de transmisión T80 y un amplio radiador con aproximadamente 50 dm³ de capacidad refrigerante |                       |

*Performance neta según las normas BSAu 141.ª, ISO 1585, SAE J270 y Nutzleistung según norma DIN 70020 junto con las reglamentaciones de emisión de humos BS Au 141.ª, ECE Reg 24 Federal Register y 72/306EEC
** Correa de ventilador desacoplada
Fuente: Scania AB internacional 
- - Código de desarrollo
  - 3: Tercera generación
- Tipo de Chasis
  - A: Chasis para autobús articulado
  - C: Chasis para autobús de un solo piso y doble eje trasero
  - D: Chasis para autobús de dos pisos
  - N: F-Chasis para servicio pesado
  - T: Chasis para autobús de uno o dos pisos con eje de arrastre
- Ubicación del volante
  - L: Ubicación a la izquierda
  - R: Ubicación a la derecha

#### Serie 4
Ejemplo: Scania R144 LA4X2NA 460
- R : Tipo de cabina
  - P : Cabina montada más baja que la R.
  - R : Cabina montada a una altura normal.
  - T : Cabina R con motor por delante de la cabina y suelo interior plano.

- 14: Cilindrada del motor
  - La cilindrada del motor expresada en litros redondeados. (9, 11, 12, 14 o 16L)
  - Los motores de 14 y 16L son V8

- 4: Nivel de producción o Serie
  - 4 : Serie 4

- L: Tipo de chasis
  - L : Chasis para tráfico de larga distancia en superficie pavimentada uniforme, Alta capacidad de carga dentro de los límites legales de peso
  - D : Chasis para tráfico de corta distancia en superficie pavimentada uniforme, Alta capacidad de carga dentro de los límites legales de peso.
  - C : Chasis para tráfico de corta distana en superficies muy accidentadas, pavimentadas de forma deficiente y sin pavimentar. Altura de suspensión elevada adaptada para el tráfico de obras.
  - G : Chasis para tráfico de larga y corta distancia en superficies accidentadas pavimentadas y sin pavimentar. La capacidad técnica de carga es más alta que la permitida por la ley.

- A : Adaptación del chasis
  - B : Básico, chasis sin adaptación especial
  - A : Articulado, chasis adaptado para tractocamión

- 4x2 : Configuración de tracción
  - 4x2 : Camión de 2 ejes con tracción en un eje trasero.
  - 4x4 : Camión de 2 ejes con tracción en los dos ejes.
  - 6x2 : Camión de 3 ejes con tracción en un eje trasero.
  - 6x2/4 : Camión de 3 ejes con tracción en un eje trasero y un eje portador, con ruedas dirigidas delante del eje motor.
  - 6x2*4 : Camión de 3 ejes con tracción en un eje trasero y un eje portador, con ruedas dirigidas detrás del eje motor.
  - 6x4 : Camión de 3 ejes con tracción en dos ejes traseros.
  - 6x6 : Camión de 3 ejes con tracción en los tres ejes.
  - 8x2 : Camión de cuatro ejes con ejes delanteros dobles y tracción en un eje trasero.
  - 8x2/4 : Camión de cuatro ejes con tracción en un eje trasero y un eje portador, con ruedas dirigidas delante del eje motor.
  - 8x2*6 : Camión de 4 ejes con dos ejes delanteros y tracción en un eje trasero, con un eje portador de ruedas dirigidas detrás del eje motor.
  - 8x4 : Camión de cuatro ejes con ejes delanteros dobles y tracción en dos ejes traseros.

- N : Altura del chasis
  - E : Infrabajo (bajo en las partes delantera y trasera)
  - L : Bajo (bajo en la parte delantera y normal en la parte trasera)
  - N :Normal (normal en las partes delantera y trasera)
  - H : Alto

- A : Suspensión
  - A : Suspensión de ballestas en la parte delantera y suspensión neumática en la trasera.
  - B : Suspensión neumática en las partes delantera y trasera.
  - Z : Suspensión de ballestas en las partes delantera y trasera.

- 460 : Potencia
  - El n.º es un valor aproximado de la potencia neta del motor en CV según ISO 1585, ECE

R24-03 y SAE J1349.

## Factorías de Scania en 2011[9]
| Localización | Ciudad     | Productos | Comentarios | Empleados |
| ------------ | ---------- | --- | --- | --------- |
| Suecia       | Södertälje | - Componentes - Motores - Carrocerías - Ejes - Chasis - Pintura - Remolques - Cajas de Velocidad - Armado y Diseño de Carrocerías de Autobús - Diseño - Diferenciales - Sistema Eléctrico Del Camión - Carrocería de Camiones - Juntas De Motor - Filas de Asientos para Autobús. | - Sede Central de Scania - Centro Internacional de Investigación y Desarrollo - Desde su Fundación en 1900 hasta Hoy en sus dos fábricas,produjo 50 Modelos de Camión Y 32 Modelos De Autobús.Además de Vehículos Militares.A partir de 1955 y Hasta 1976 empezó a producir modelos de Camión LBS,LB,L y LS.La Línea H se produjo en los años 1980.Desde 1994 Produce las Líneas G-R-P Y S y 7 Modelos De Autobús,modelos Omnicity y K - Centro De Testeo. - Centro De Experimentación. | 15.700    |
| Suecia       | Oskarshamn | Carrocerías | | 2.172     |
| Suecia       | Luleå      | Ejes | | 713       |
| Brasil       | São Paulo  | - Partes del Motor - Cajas De Velocidad | | 499       |
| Argentina    | Tucumán    | - Diferenciales - Ejes - Cajas de Velocidades - Motores - Carrocería De Camiones - Chasis de Camión | Produjo el modelo L111 -entre 1976 y 1982-, posteriormente los modelos R112 y T112 entre 1982 y 1993. De 1993 a 1998, los modelos R113, T113 y P93 de la serie 3. Entre 1998 y 2002 produjo los modelos P94/114, R114/124 y T114/124, enmarcados en la serie 4. | 849       |

## Galería

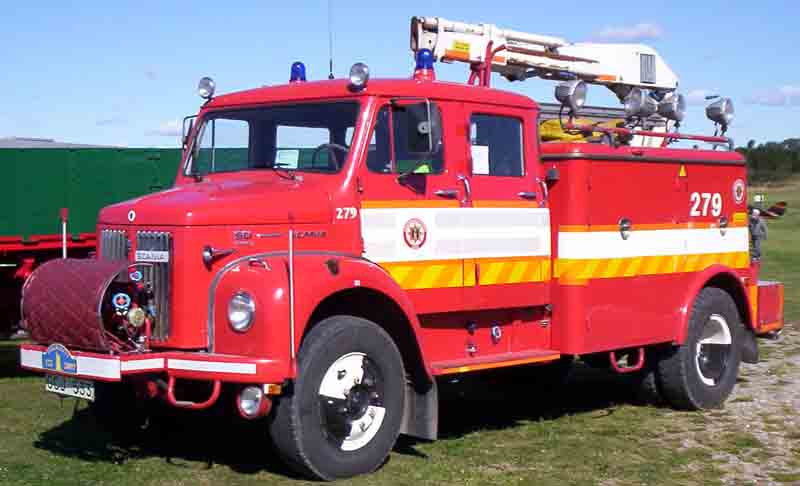
Camión de bomberos Scania L50 1968
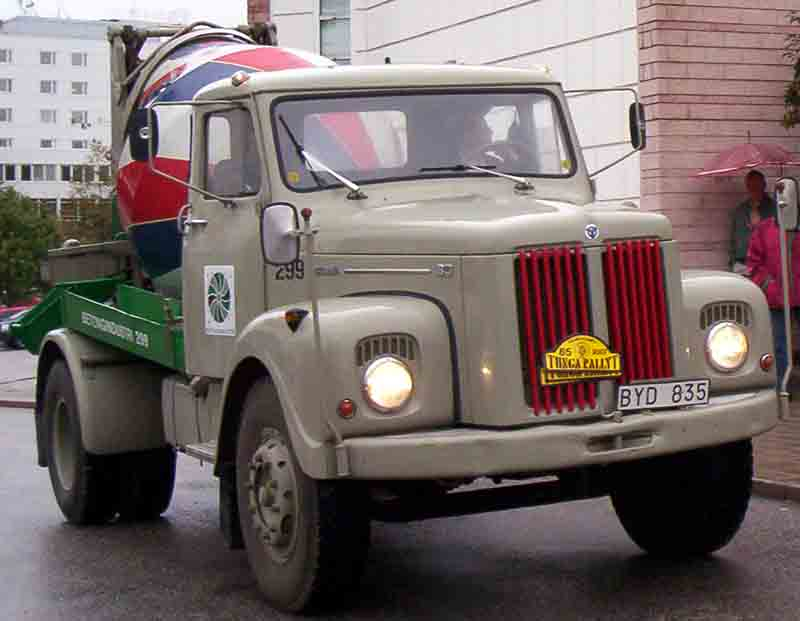
Camión Scania L80 1968
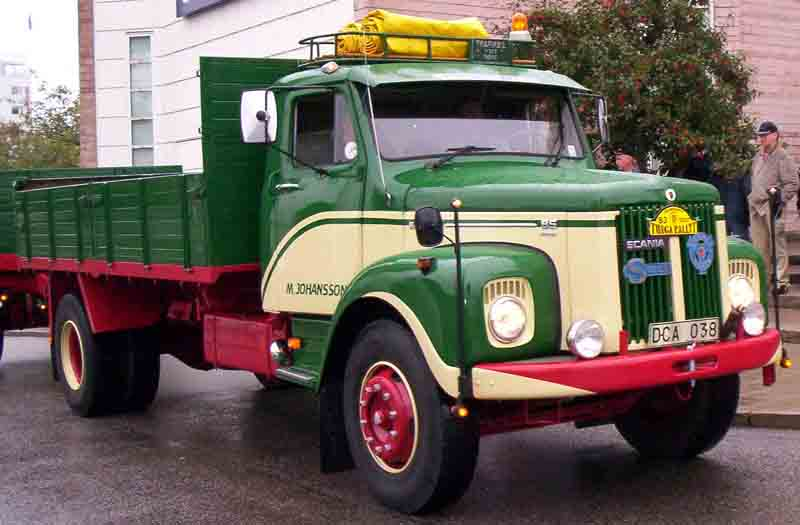
Camión Scania L8550 160 1968
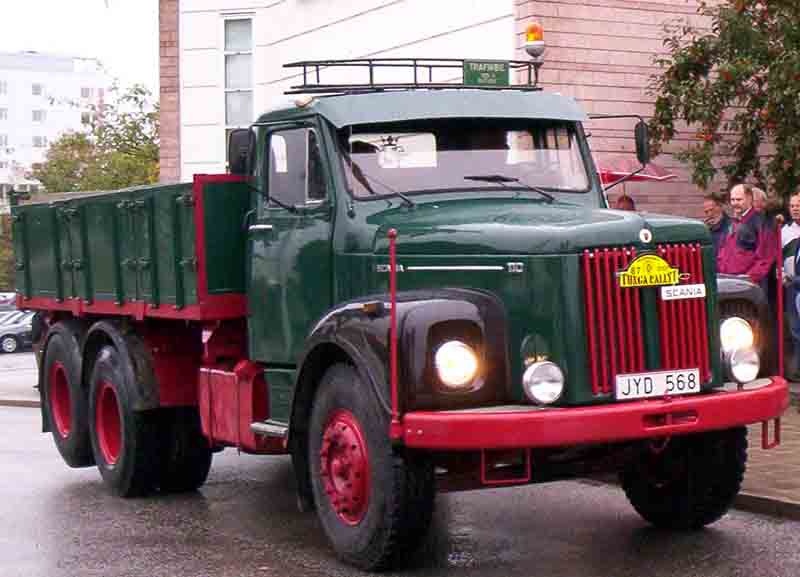
Camión Scania LS110 1969
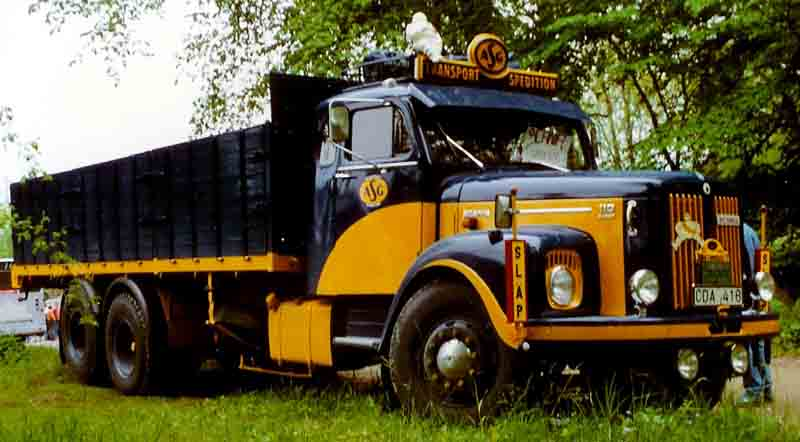
Camión Scania LS110 1970
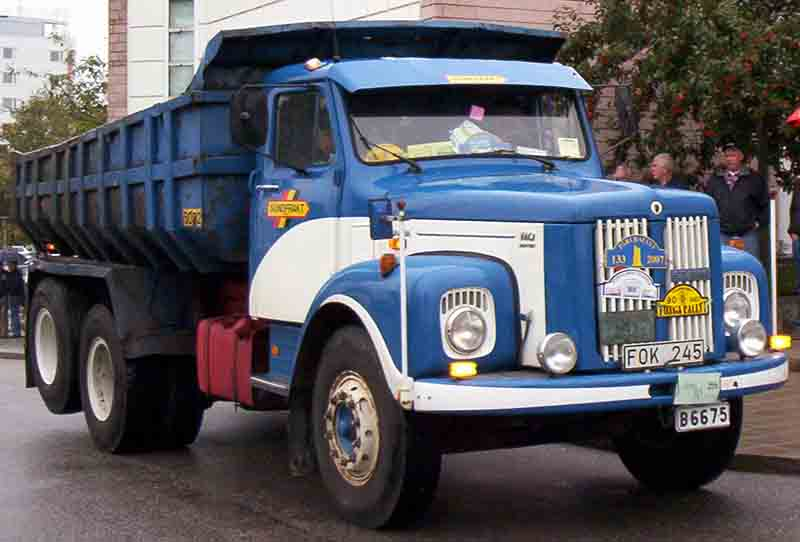
Camión Scania LS110S 1970
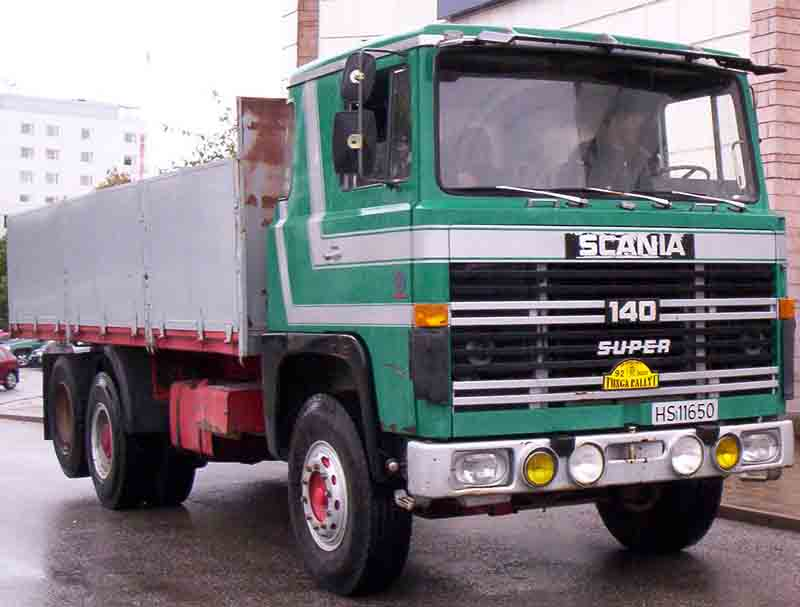
Camión Scania LBS140 1971
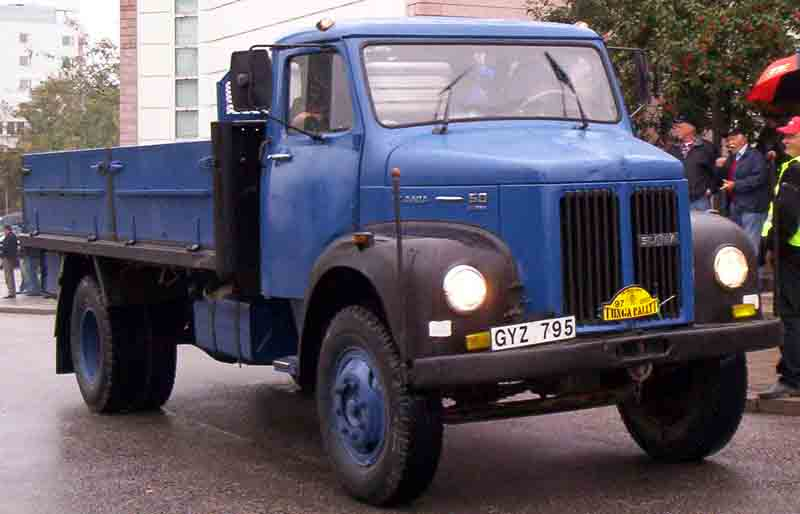
Camión Scania L 50S42120 1972
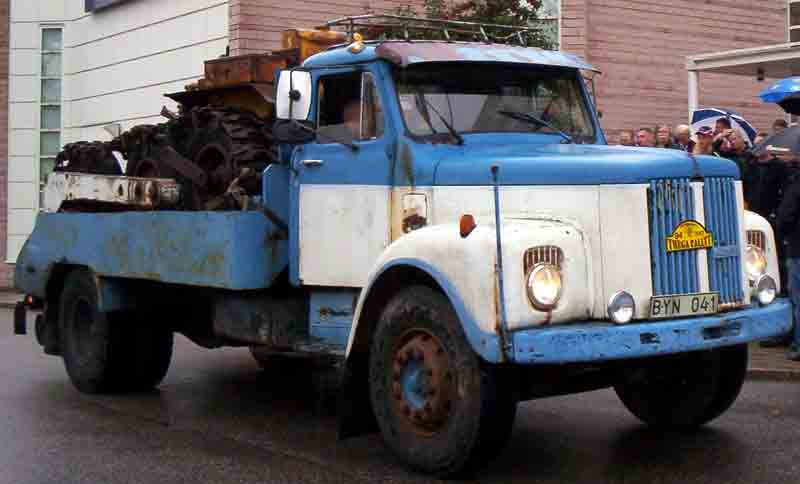
Camión Scania L80 1972
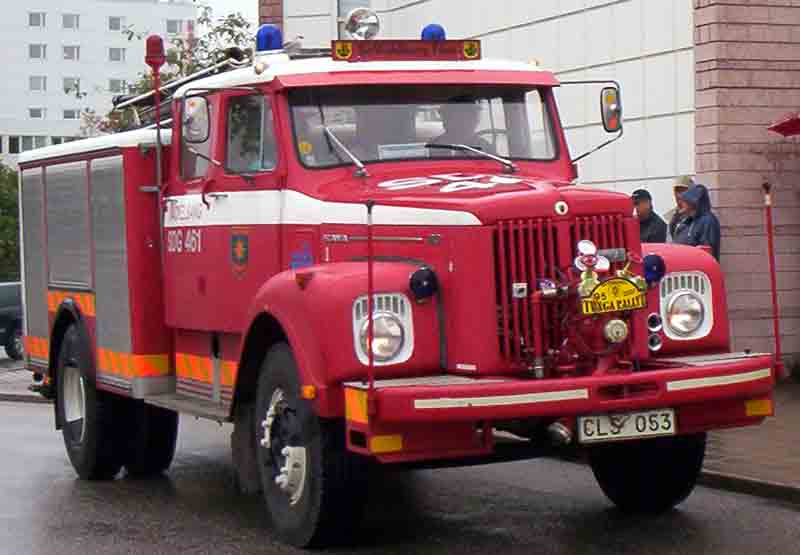
Camión de bomberos Scania L80 1972
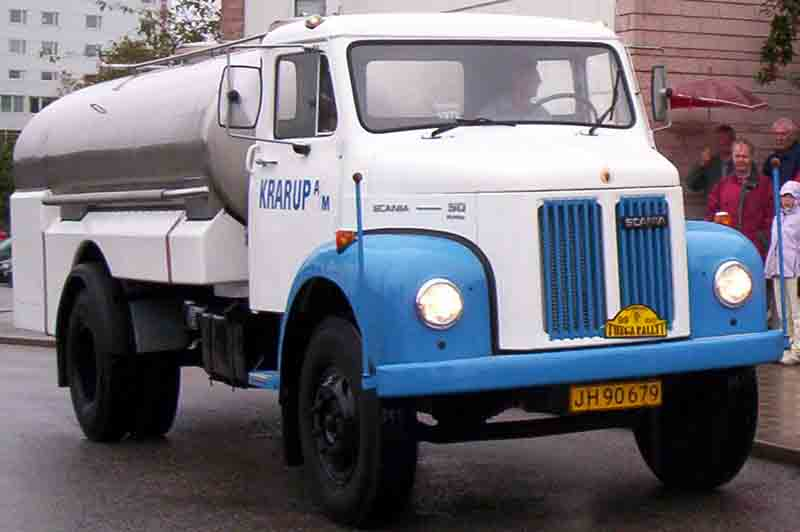
Scania L50 Tanker 1973
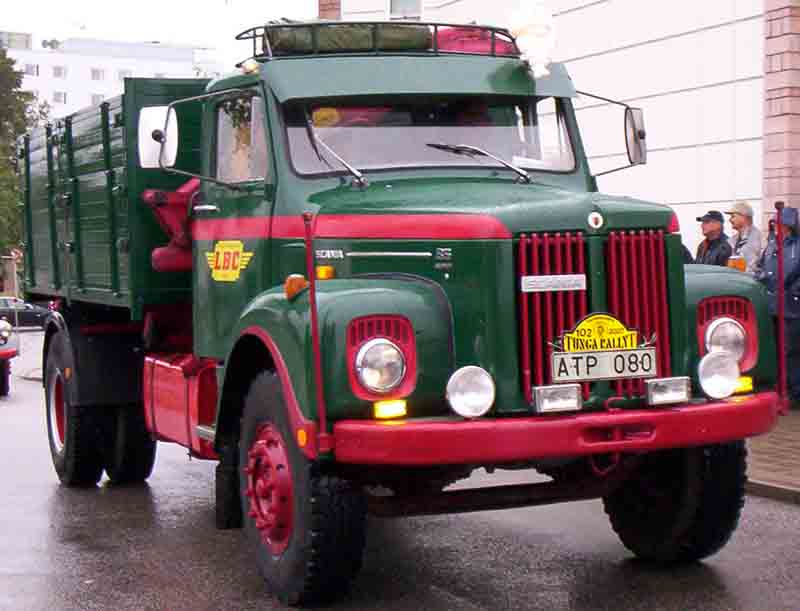
Camión Scania L85 Super 1973
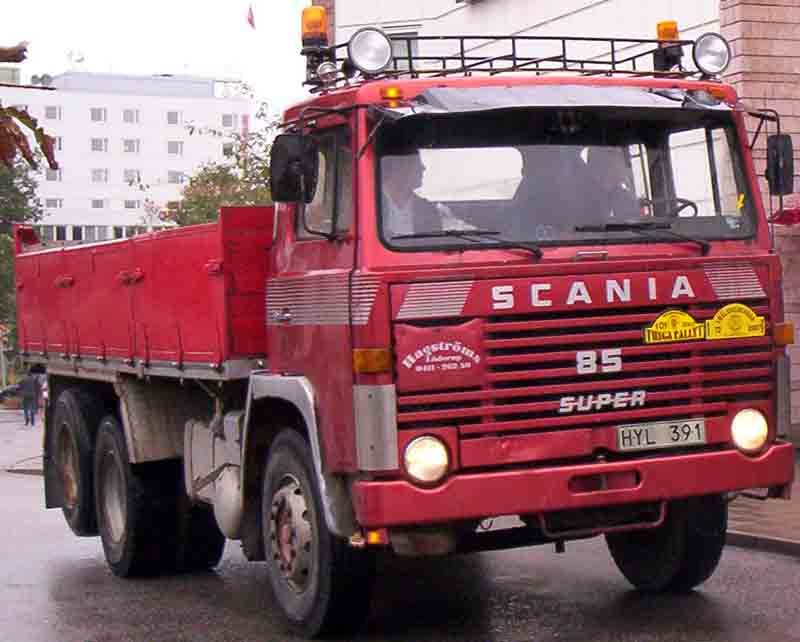
Camión Scania LBS85 1973
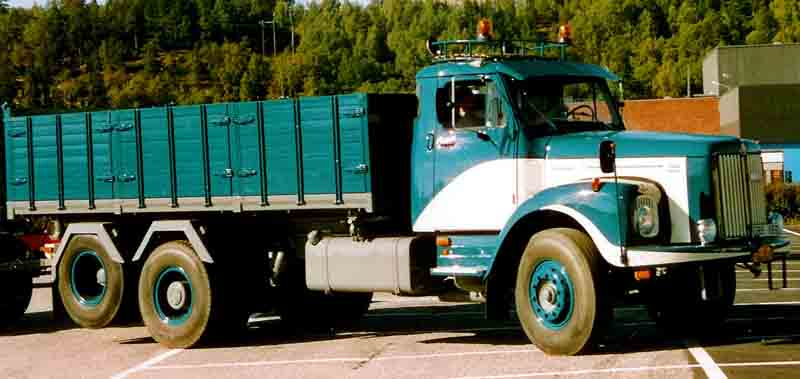
Camión Scania LS110 1973
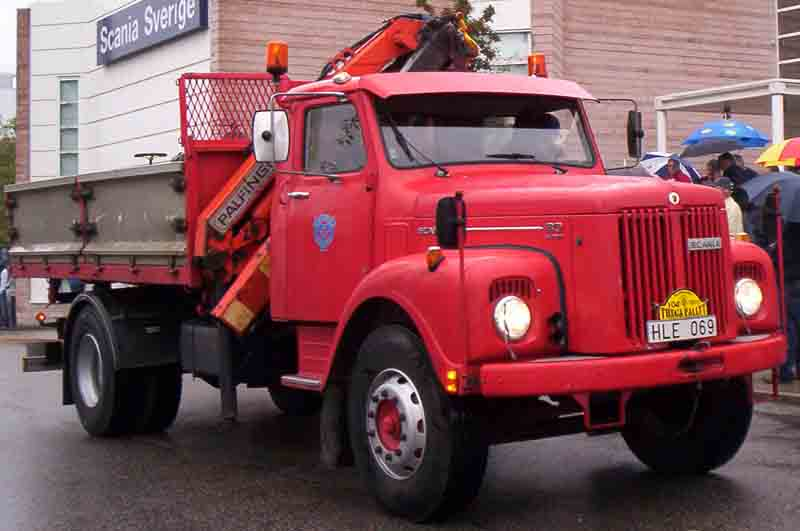
Camión Scania L80 1974
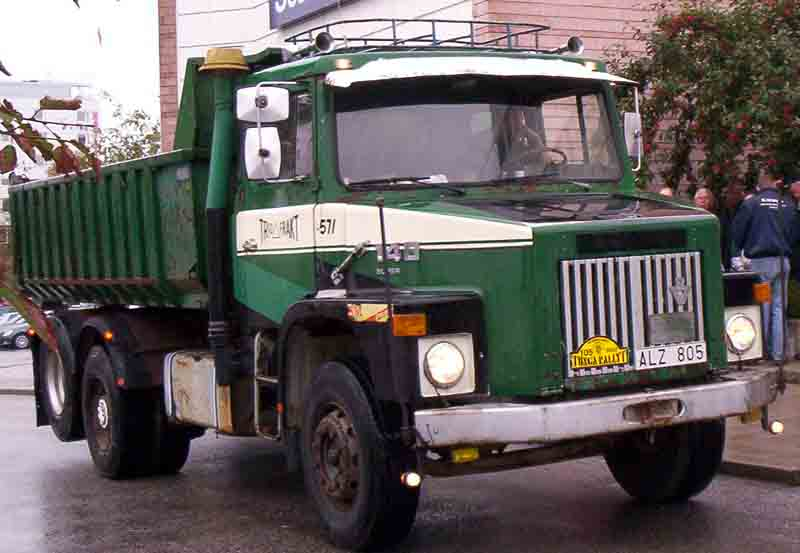
Camión Scania LS140 1974
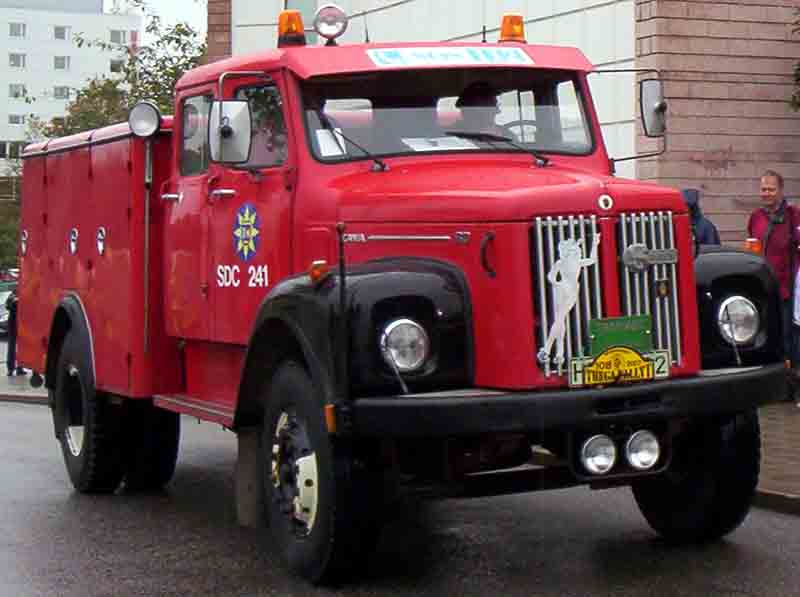
Camión de bomberos Scania L80 1975
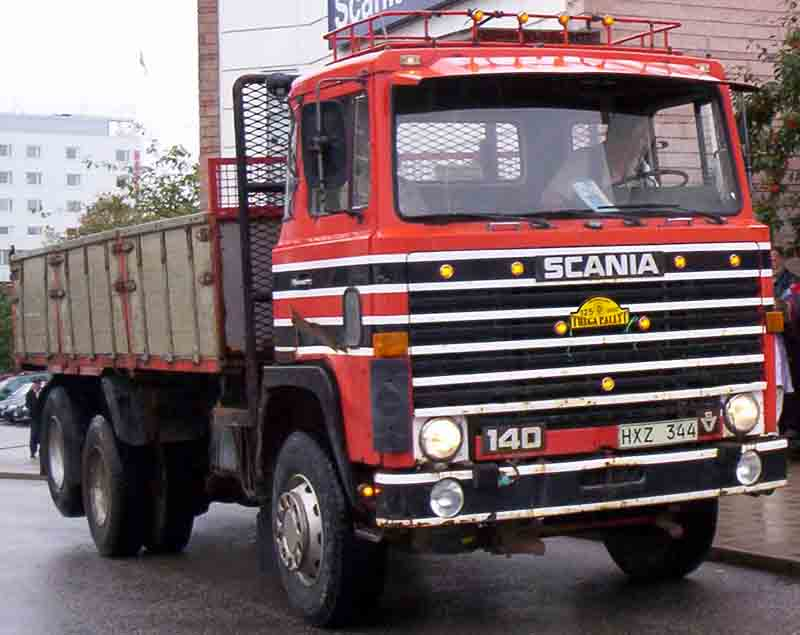
Camión Scania LBS140S46235 1975
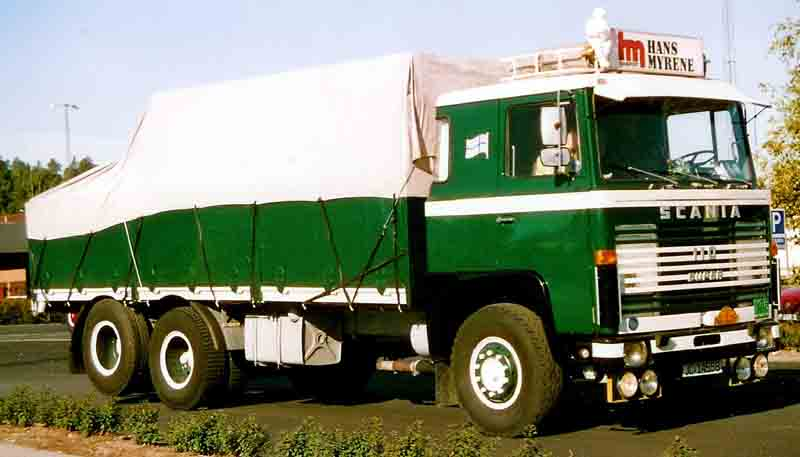
Camión Scania LB110
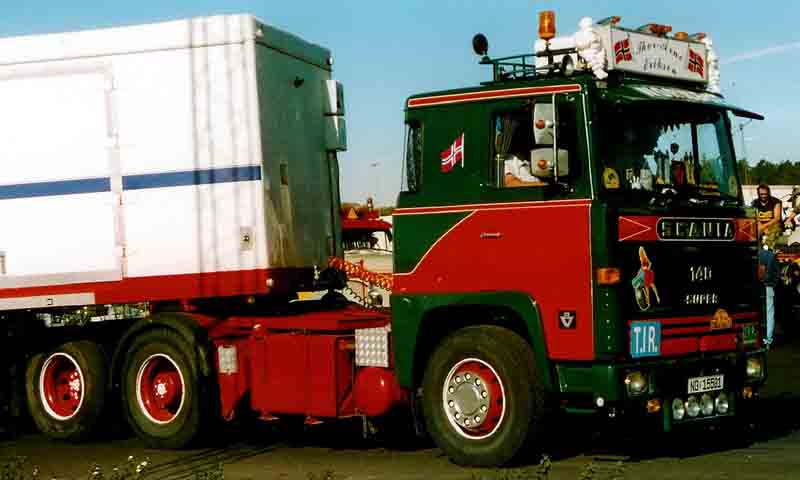
Camión Scania LB140
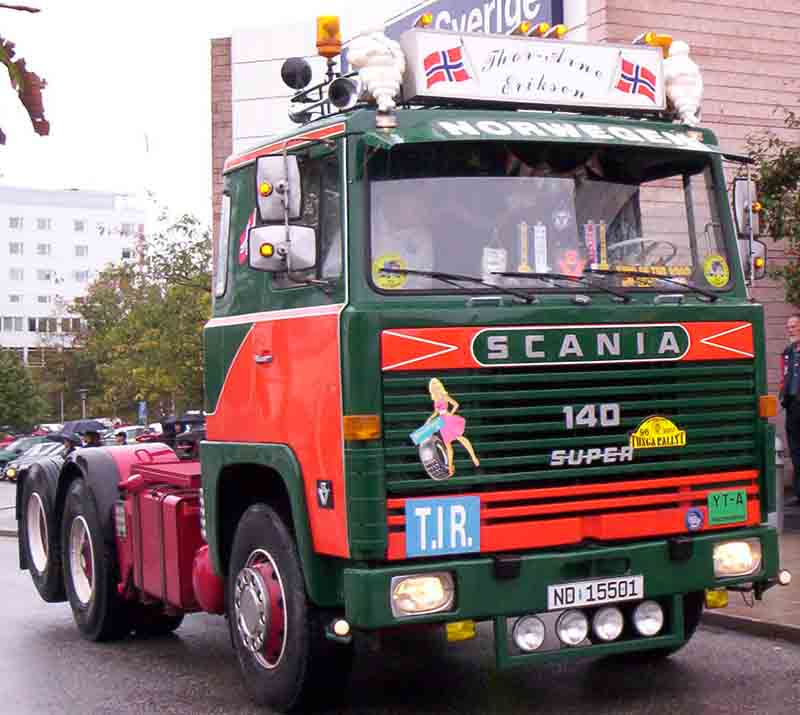
Camión Scania 140
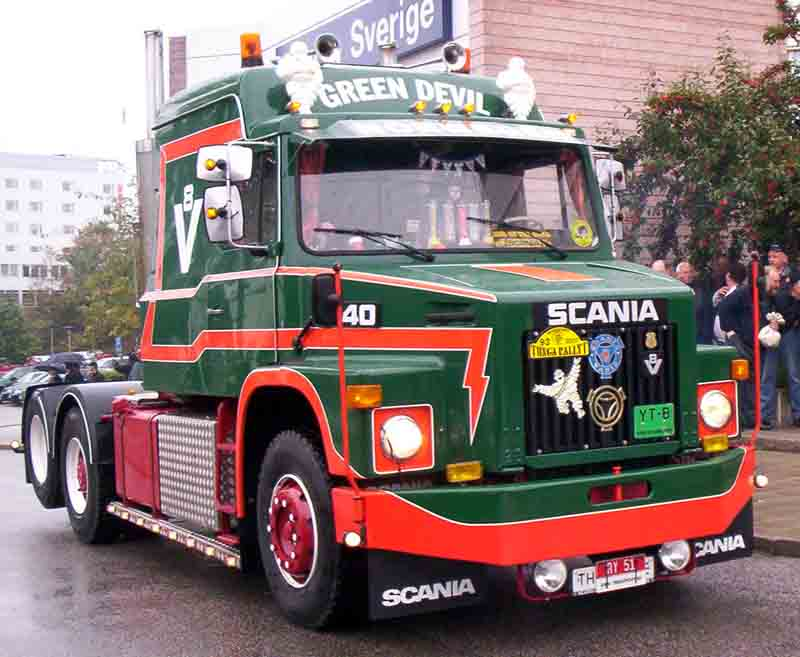
Camión Scania L1401976
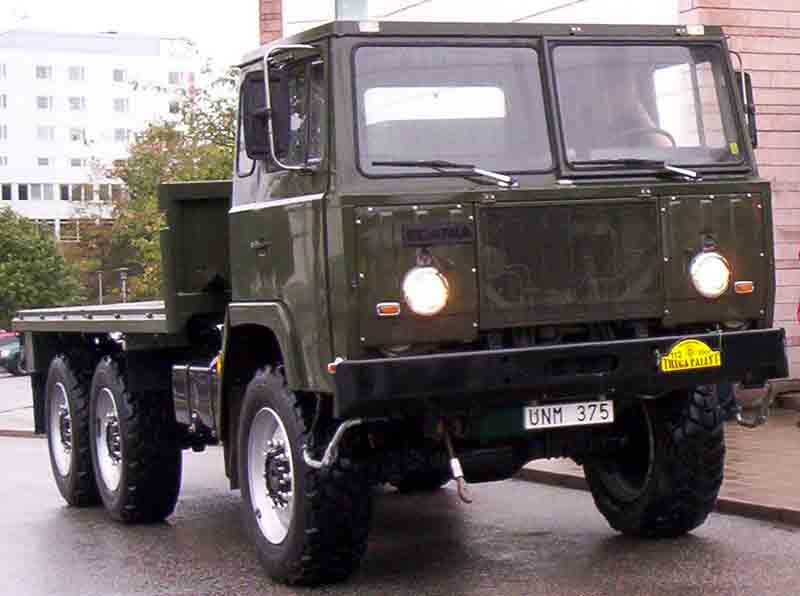
Camión Scania SBAT 111 1976
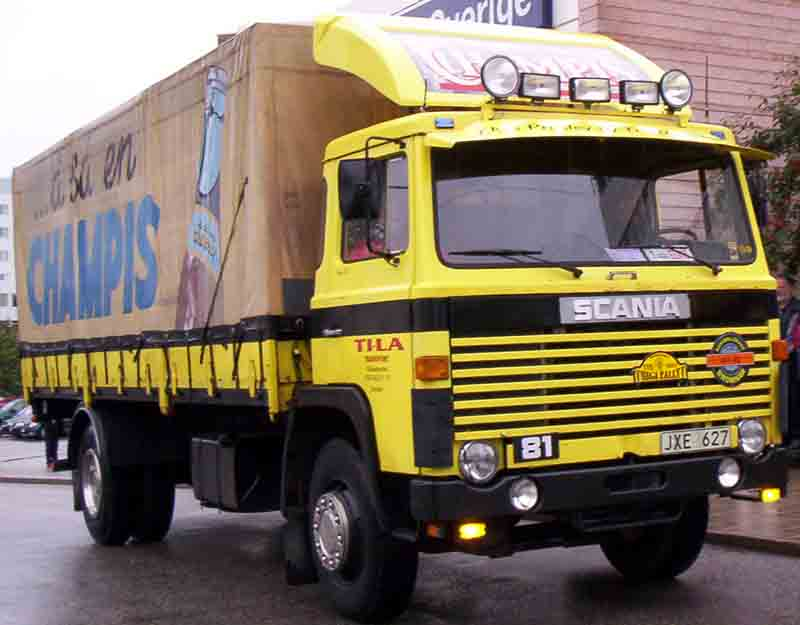
Camión Scania LB81 1977
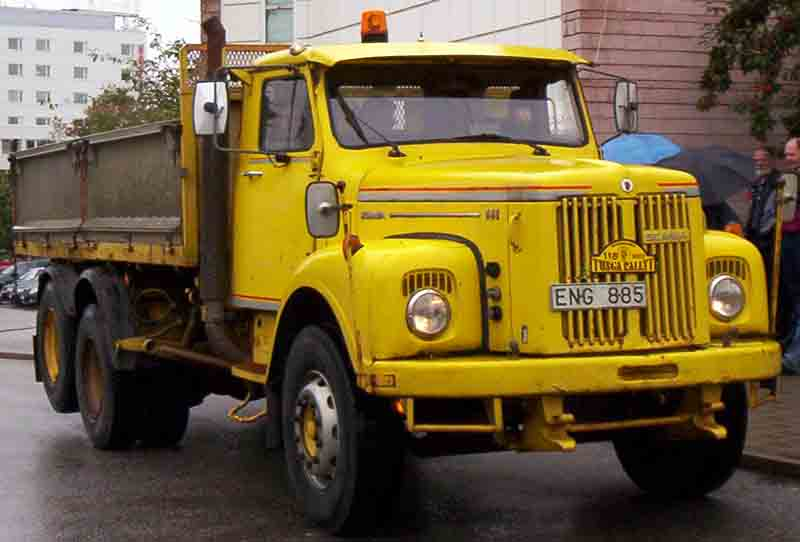
Camión Scania LS111 1977
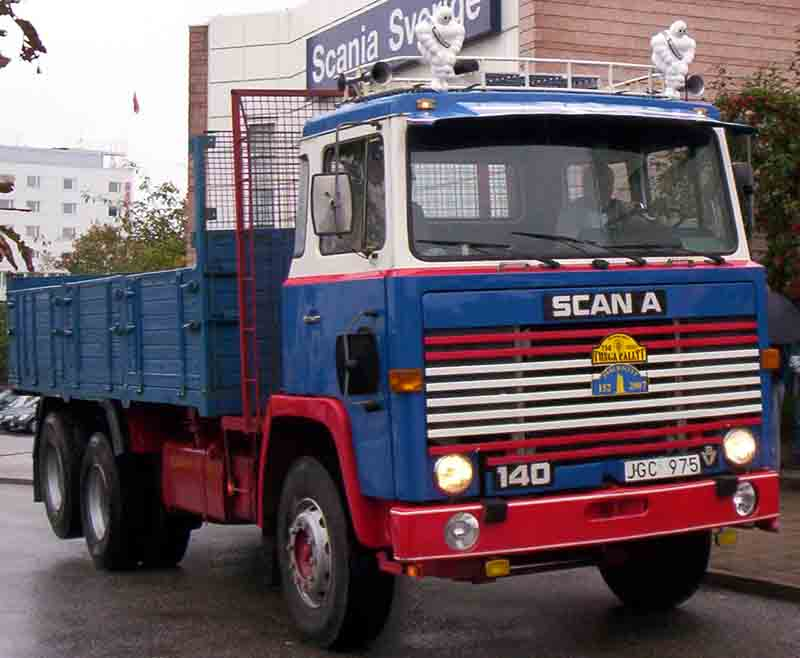
Camión Scania LBS140 1977
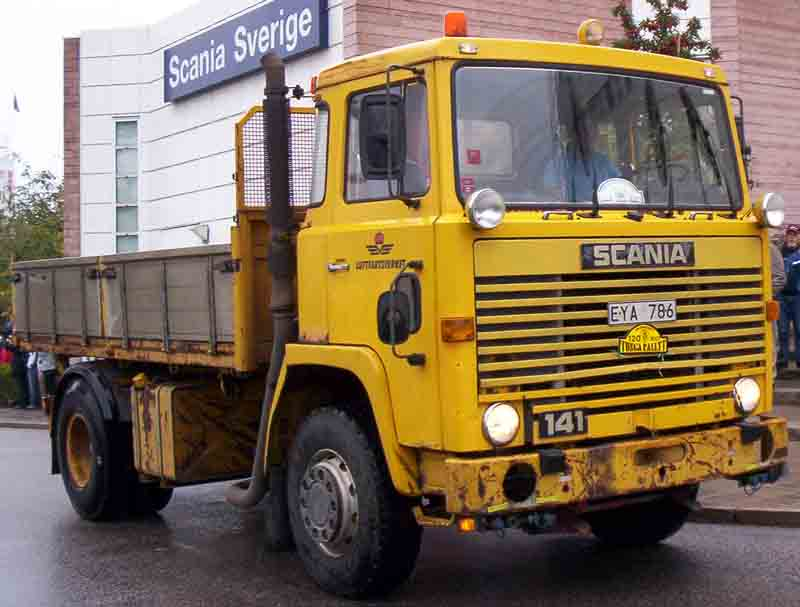
Camión Scania LB141S 1979
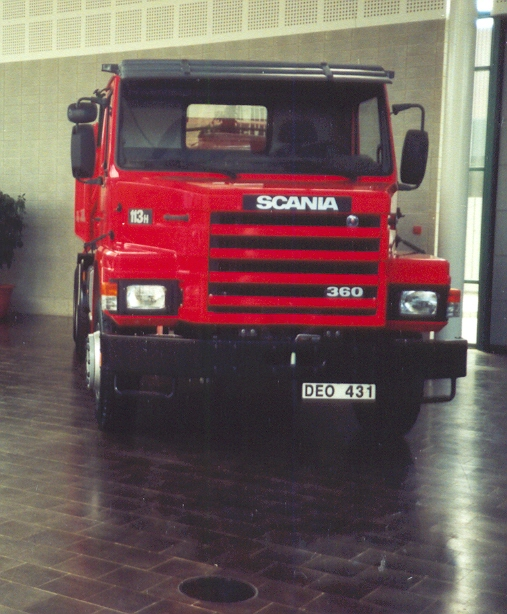
Scania T113H-1984
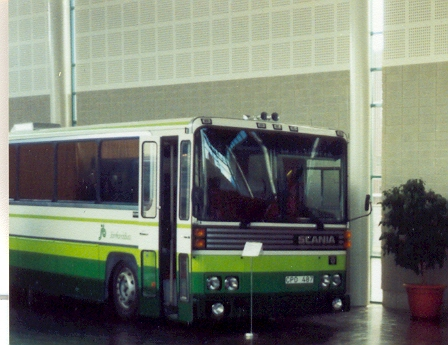
Scania CR85 1981
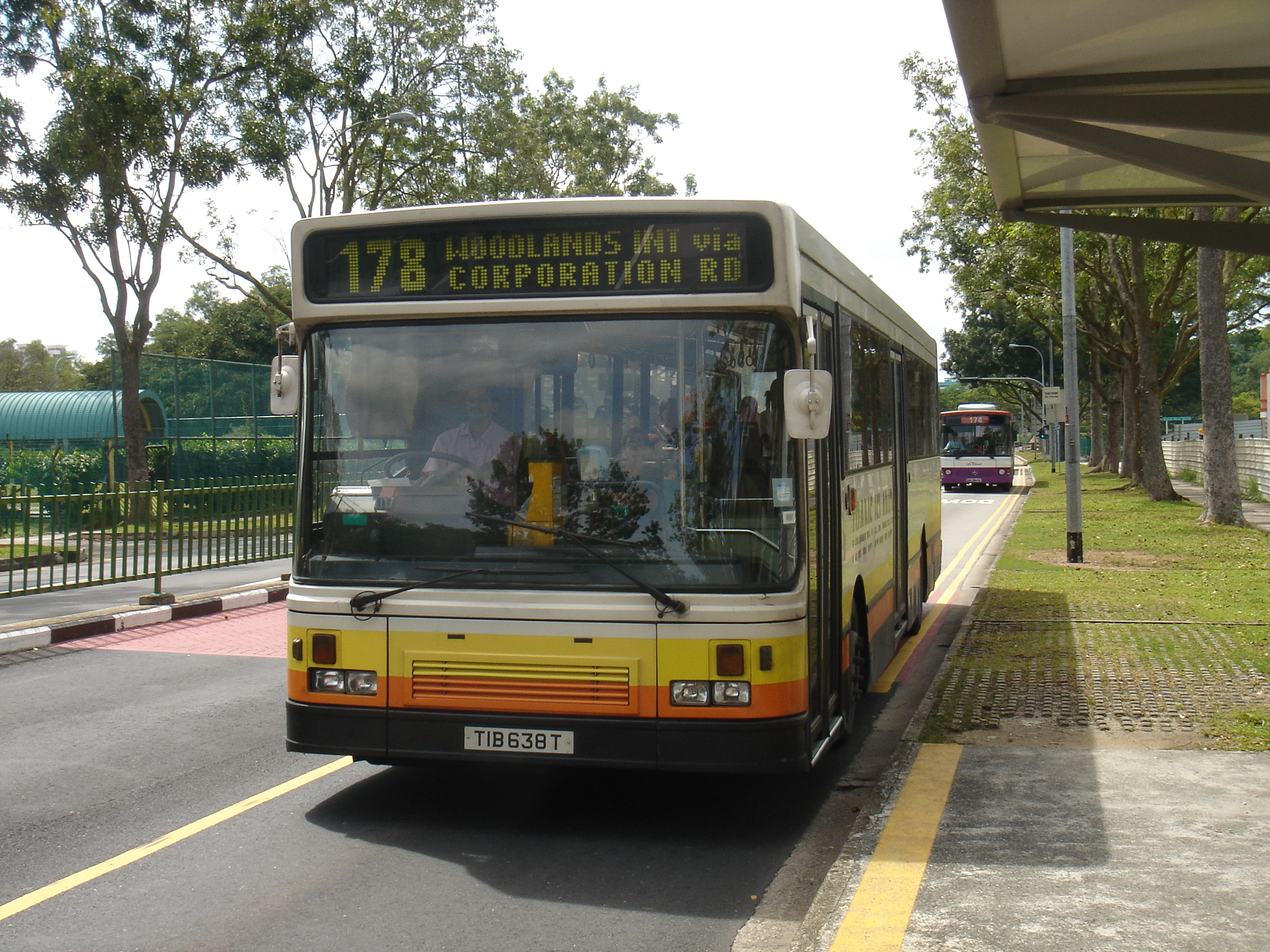
Un Scania L113 con carrocería Alexander en Singapur
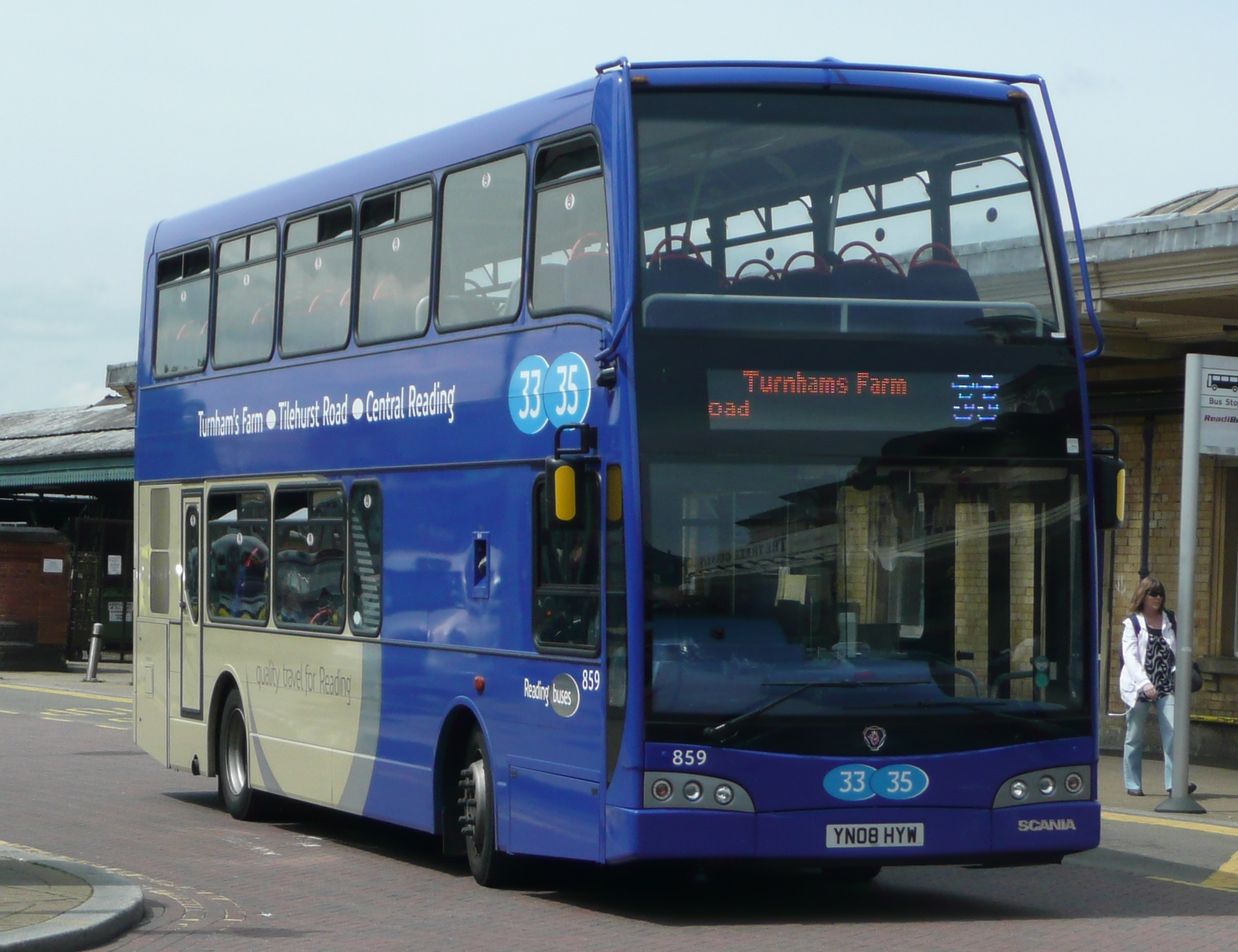
Un autobús Scania de Reading Transport.
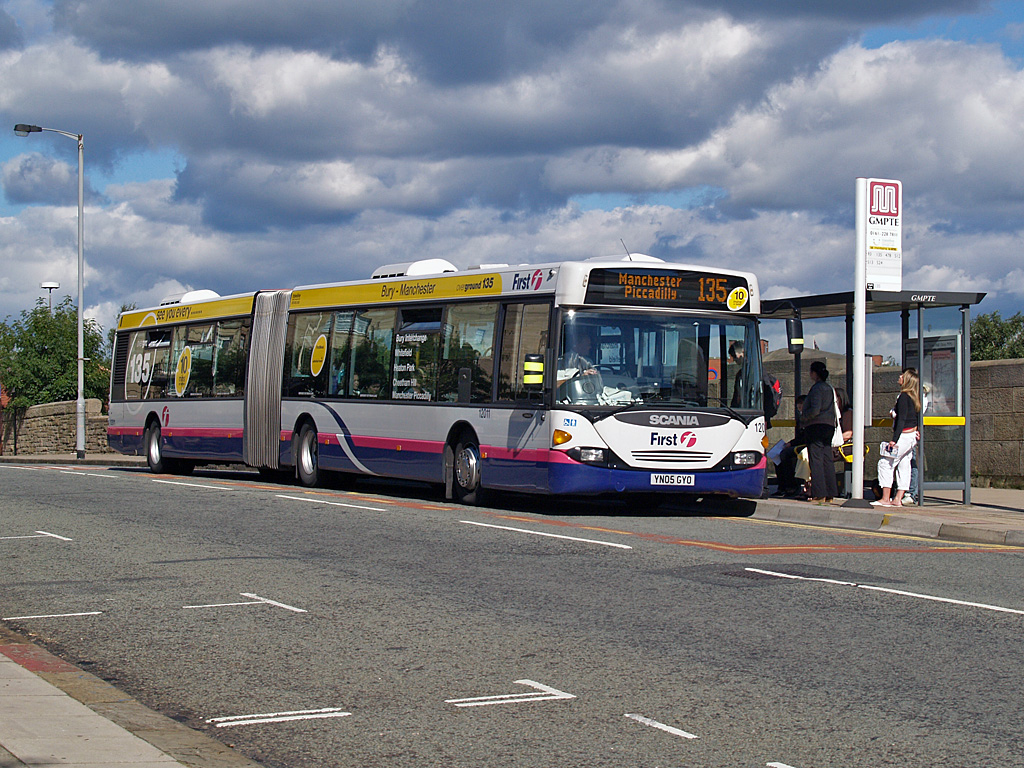
Un autobús articulado de First Mánchester
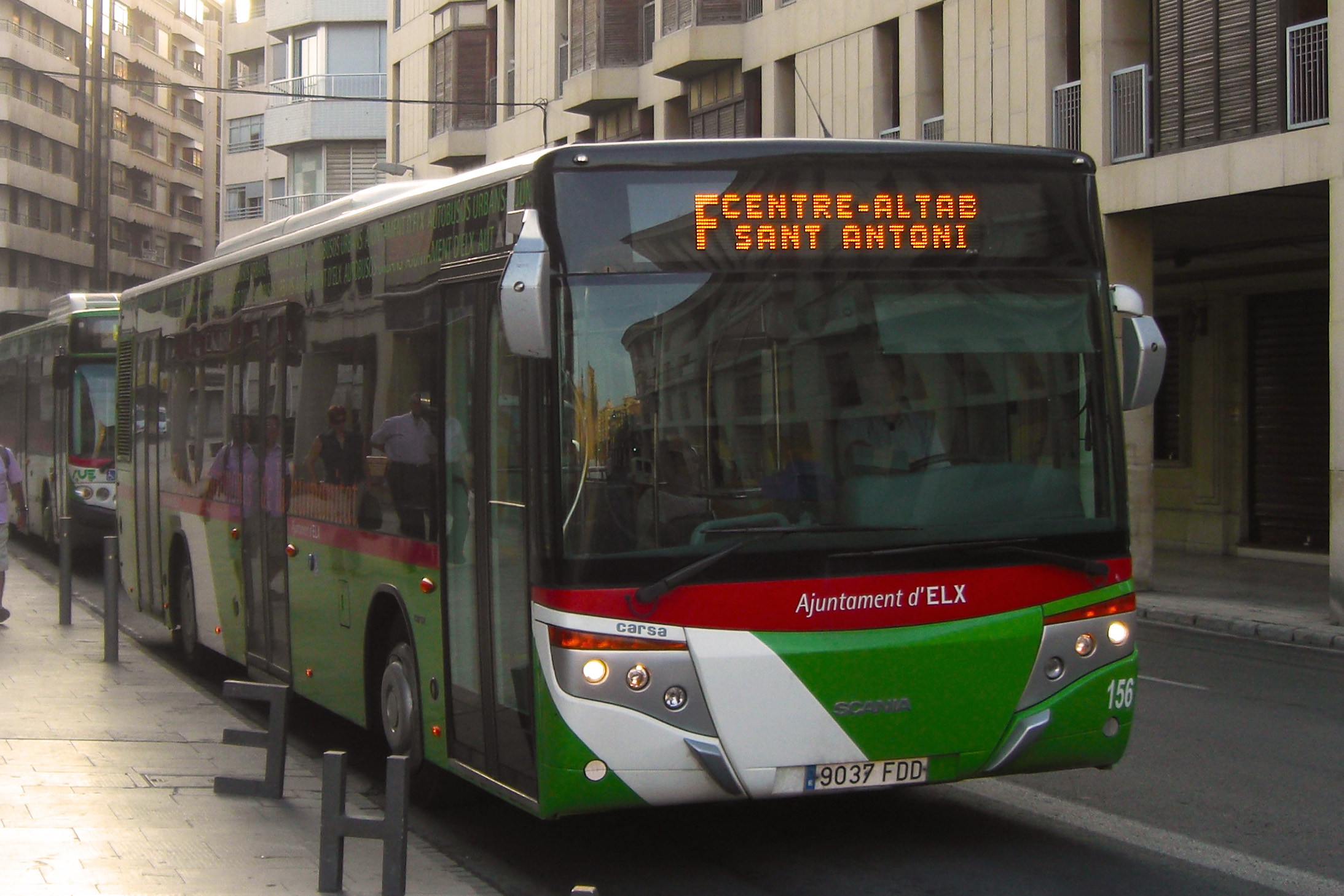
Un Scania N-230 UB 4x2 Castrosua City Versus, realizando servicio urbano en Elche.
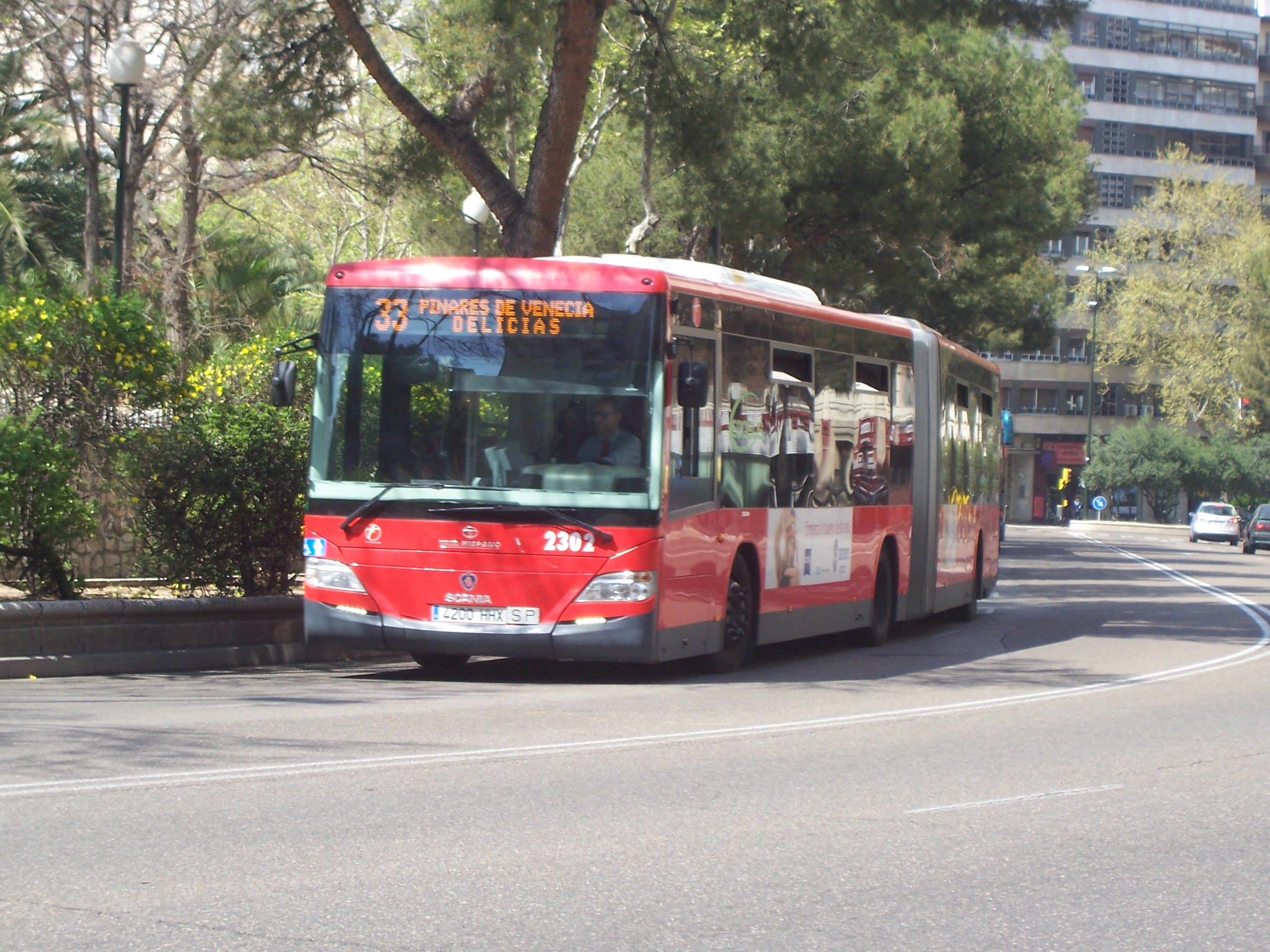
Un Scania N-310 UB Tata Hispano Área realizando la línea 33 de Tuzsa en Zaragoza
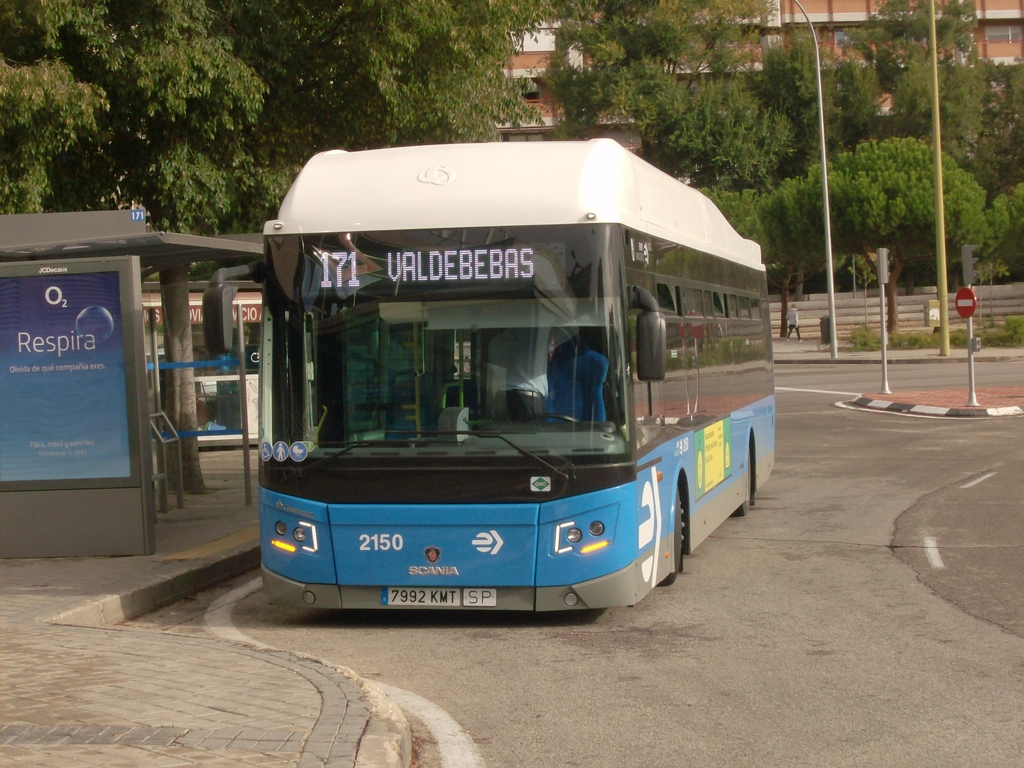
Un Scania N280UB GNC Castrosua New City, prestando servicio en la línea 171 de la EMT Madrid.